# Fürstentum Salm

Flagge des Fürstentums Salm

Darstellung des Fürstentums Salm als Mitglied des Rheinbundes nach den territorialen Verhältnissen des Jahres 1808

Das Fürstentum Salm war vom 30. Oktober 1802 bis zum 28. Februar 1811 ein Staat im äußersten Westen Westfalens. Er ging aus dem Reichsdeputationshauptschluss hervor und stand als Kondominium unter der gemeinsamen Herrschaft der Fürstenhäuser Salm-Salm und Salm-Kyrburg, des Fürsten Konstantin zu Salm-Salm und des minderjährigen Fürsten Friedrich IV. zu Salm-Kyrburg. Durch Austritt aus dem Heiligen Römischen Reich und durch Eintritt in den Rheinbund erlangte das Land 1806 für einige Jahre eine weitgehende Souveränität, ehe das Französische Kaiserreich 1811 die bereits Ende 1810 beschlossene Annexion vollzog. Das Staatsgebiet deckte sich ungefähr mit dem heutigen Kreis Borken, ging aber teilweise darüber hinaus und umfasste Gebiete der heutigen Kreise Wesel und Recklinghausen. Etwa reichte es nördlich der historischen Ortskerne von Dorsten und Marl bei Lembeck und Lippramsdorf bis an die Lippe. Die Hauptstadt (Regierungssitz) war Bocholt. Residenzstädte waren Anholt (Salm-Salm) und Ahaus (Salm-Kyrburg).
Eine „gefürstete Grafschaft Salm“ oder ein Fürstentum Salm bzw. Salm-Salm mit Residenzen in Badonviller und Senones hatte zwischen 1623 und 1793 in den Vogesen existiert. Vorgängerterritorien für den salm-kyrburgischen Landesteil waren die Wild- und Rheingrafschaft ab 1499 sowie das Fürstentum Salm-Kyrburg von 1743 bis 1798 mit dem Hauptort Kirn.

## Fürstentum Salm 1802 bis 1811

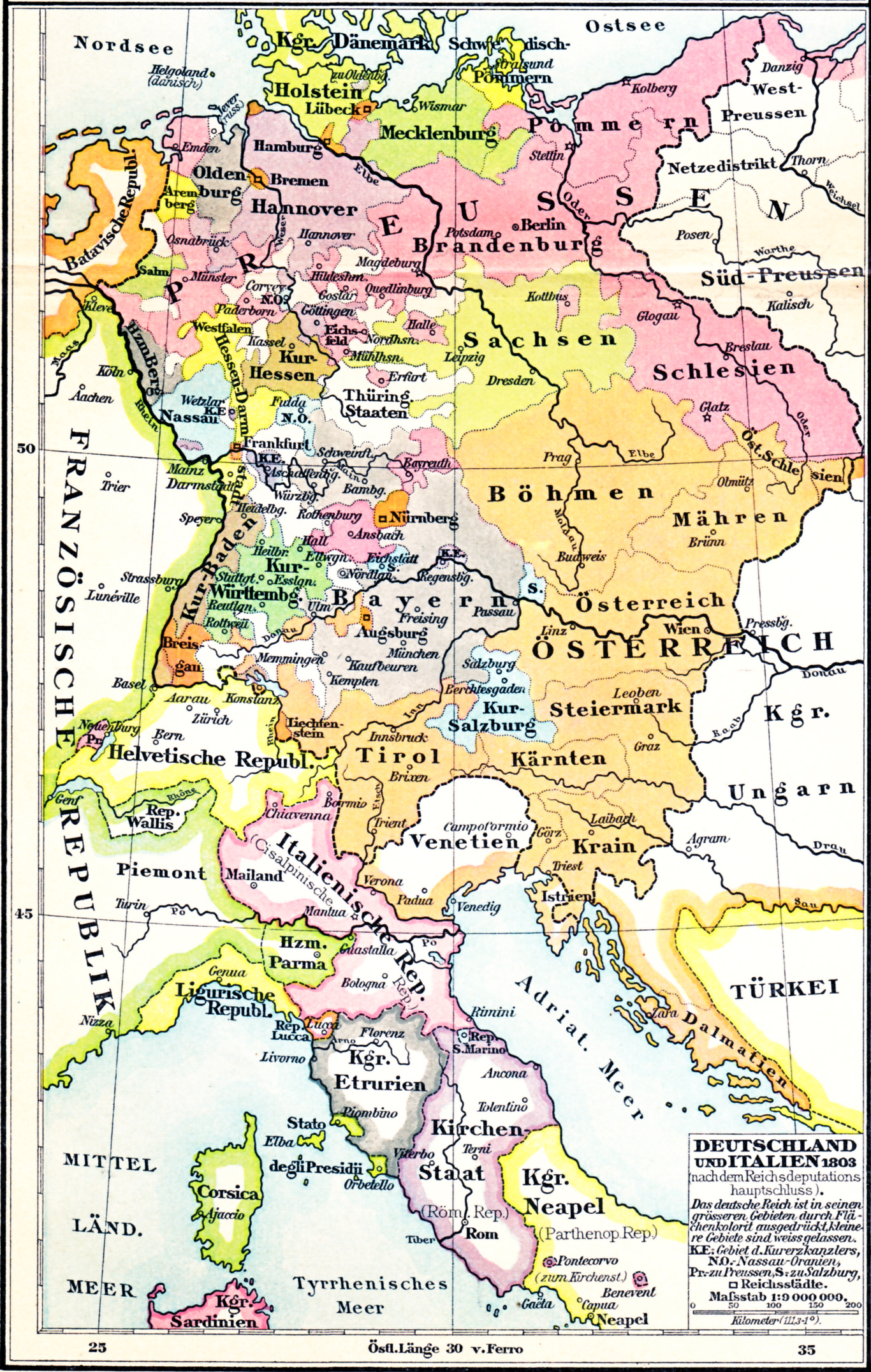
Fürstentum Salm (ocker-oliv) in einer historischen Karte (um 1900) zur politischen Geographie Deutschlands und Italiens nach dem Reichsdeputationshauptschluss 1803

Das Fürstentum Salm gehörte zum „napoleonischen System“ von Staaten, deren Gründung, Entwicklung und Untergang in enger Beziehung zum Verlauf der Koalitionskriege (1792–1815) und der Außenpolitik Frankreichs unter Napoleon Bonaparte standen. Diese Staaten bildeten einerseits Einflussbereiche und andererseits Pufferzonen zwischen den europäischen Großmächten. Die imperialistische Politik Napoleons und der vielschichtige kulturelle Einfluss Frankreichs prägten die Entwicklung des Fürstentums vor allem, sowohl in den äußeren Beziehungen als auch im Innern.
Das Fürstentum Salm war von der kaiserlichen Ratifikation des Reichsdeputationshauptschlusses am 27. April 1803 bis zur Niederlegung der Reichskrone durch Kaiser Franz II. am 6. August 1806 zunächst ein Gliedstaat des Heiligen Römischen Reiches. Aufgrund des Reichsdeputationshauptschlusses waren dessen Herrscher je durch eine, also insgesamt zwei Virilstimmen im Reichsfürstenrat vertreten.
Mit dem Untergang des Reiches wurde das Fürstentum ein völkerrechtlich souveräner Staat. Aufgrund der faktischen Machtverhältnisse war er allerdings starker französischer Einflussnahme ausgesetzt. Im Juni/Juli 1806 gehörte das Fürstentum zu den Gründerstaaten des Rheinbundes, des Militär- und Staatenbundes deutscher Fürsten mit dem französischen Kaiser Napoleon als „Protektor“. Trotz der Schutz-, Allianz- und Souveränitätsgarantien, die es den Souveränen des Rheinbundes in der Rheinbundakte vertraglich zugesichert hatte, beschloss Frankreich am 13. Dezember 1810, das Fürstentum zu annektieren. Die völkerrechtswidrige Besitzergreifung und Eingliederung des Fürstentums vollzog Frankreich unter Leitung des kaiserlichen Kommissars Théobald Bacher am 28. Februar 1811. Nach dem Zusammenbruch der französischen Herrschaft (1813) und einer interimistischen Verwaltung unter dem Generalgouvernement zwischen Weser und Rhein wurde das Fürstentum am 9. Juni 1815 auf dem Wiener Kongress entgegen den allgemeinen Tendenzen zur Restauration nicht wiederhergestellt, sondern sein Gebiet wurde von den Signatarstaaten der Wiener Kongressakte dem Staat Preußen zugeteilt.
Das Fürstentum war ein Kondominium der Fürstentümer Salm-Salm und Salm-Kyrburg. Die in Realunion zusammengefassten Herrschaftsbereiche Ahaus-Bocholt-Werth und Anholt sowie später noch Gemen standen unter der gemeinsamen Regierung zweier Linien des Adelsgeschlechtes Salm, des Fürstenhauses zu Salm-Salm und des Fürstenhauses zu Salm-Kyrburg. Die Fürstlich Salmisch Gemeinschaftliche Regierung hatte ihren Sitz in Bocholt. Mit Dekret vom 23./25. Juli 1803 wurden der Salm-Salm’sche Geheimrat und Kanzleidirektor Peter Franz Noël Direktor der gemeinschaftlichen Regierung, dessen Sohn, der Salm-Salm’sche Hofrat Jeremias Gottfried Noël, sowie der Salm-Salm’sche Hofrat Carl Joseph von Embden (≈1759–1822, Sohn des 1773 promovierten Juristen und 1791 geadelten Salm-Salm’schen Geheimrats Carl Adam von Embden) und die Salm-Kyrburg’schen Hofräte Gottfried Schieß († 19. August 1805) und Christian Simon († 16. Juli 1812) zu Wirklichen Regierungsräten ernannt, Anton Bonati zum Regierungssekretär. Mit Dekret vom  30. Oktober/22. November 1809 wurden drei oberste Landeskollegien – die Landesregierung, die Hofkammer und das Hofgericht – gebildet. Die Landesregierung übernahmen die Hofräte Hans von Bostel, Aloys van Langenberg und Andreas Stündeck unter der Leitung von Geheimrat Jeremias Gottfried Noël, der durch fürstliches Patent vom 7. April 1809 als Nachfolger seines verstorbenen Vaters zum Direktor der gemeinschaftlichen Regierung des Fürstentums (Kanzleidirektor) befördert worden war. Sowohl Peter Franz Noël als auch dessen Sohn Jeremias Gottfried hatten sich als Vertreter Salm-Salms mit Franz Xaver von Zwackh, dem Vormundschaftsrat des minderjährigen Fürsten Friedrich IV. zu Salm-Kyrburg, abzustimmen, der ab 1806 als bevollmächtigter Minister des Königreichs Bayern beim Rheinbund in Frankfurt am Main wirkte und im Nebenamt „Oberleiter aller Verwaltungszweige“ seines Mündels war.
Mit den in Westfalen gelegenen, gemeinsam regierten Territorien des Fürstentums Salm wurden die Fürstenhäuser Salm-Salm und Salm-Kyrburg für den Verlust ihrer linksrheinischen Gebiete entschädigt, die das Heilige Römische Reich deutscher Nation im Frieden von Lunéville am 9. Februar 1801 an Frankreich abgetreten hatte. Durch den Reichsdeputationshauptschluss vom 25. Februar 1803 regelte das Reich die Einzelheiten der Entschädigung auf der Grundlage eines seit Mitte 1802 verhandelten französisch-russischen Entschädigungsplans, der die Entschädigung weltlicher Reichsfürsten im Wesentlichen zulasten geistlicher Reichsfürsten vorsah. Das Fürstentum Salm war somit ein Nachfolgestaat der territorial untergegangenen  linksrheinischen Reichsfürstentümer Salm-Salm und Salm-Kyrburg.
Nach den Verhältnissen des Jahres 1808 war das Fürstentum Salm im Westen, Süden und Osten vom Großherzogtum Berg umgeben. Im Norden grenzte es an das Königreich Holland, im Südosten an die Landesteile Recklinghausen und Dülmen des Herzogtums Arenberg-Meppen.

## Fürstentum Salm bzw. Salm-Salm 1623 bis 1793

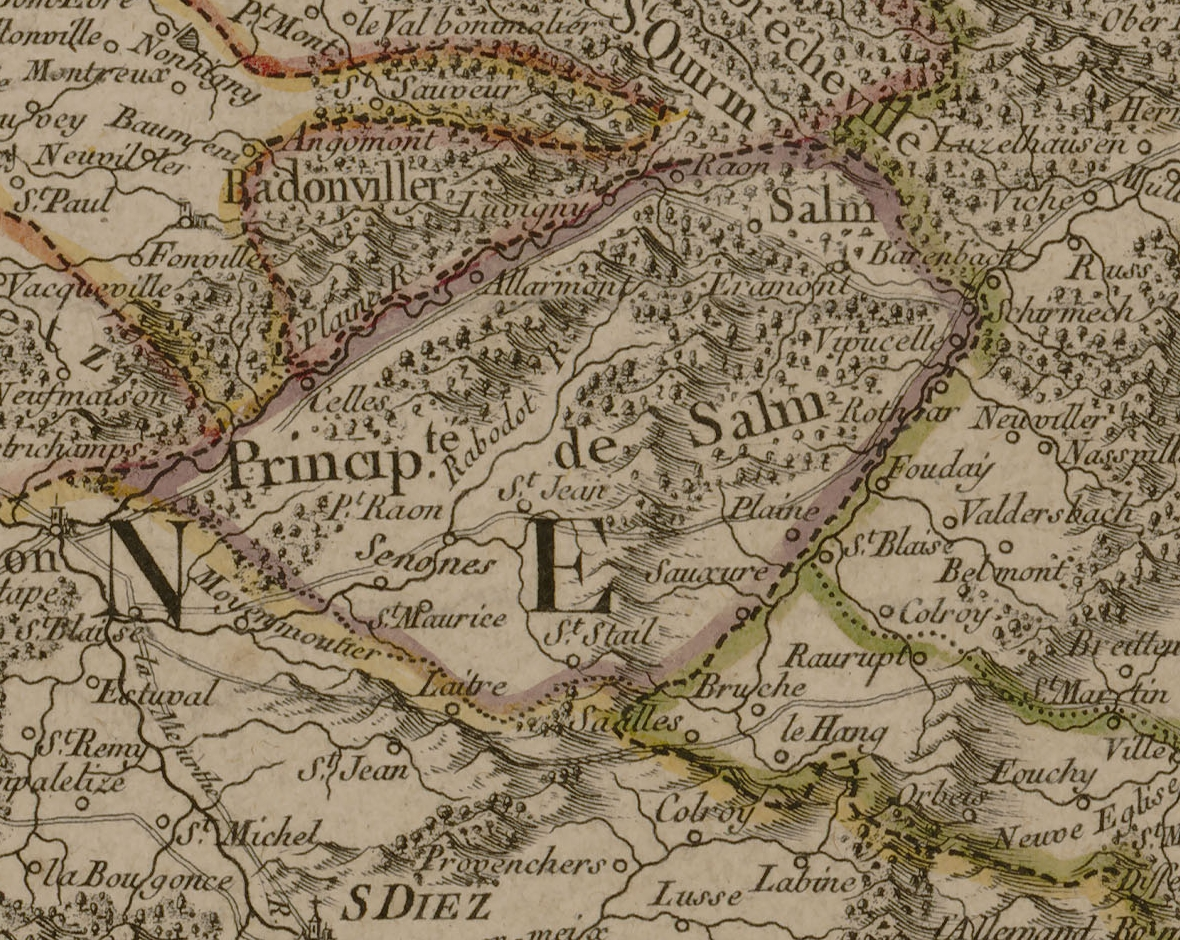
Fürstentum Salm (Principauté de Salm) auf der Carte de la Lorraine où l’on a distingué le Pays Messin, le Verdunois et le Toulois, le Barrois et l’Alsace, 1784

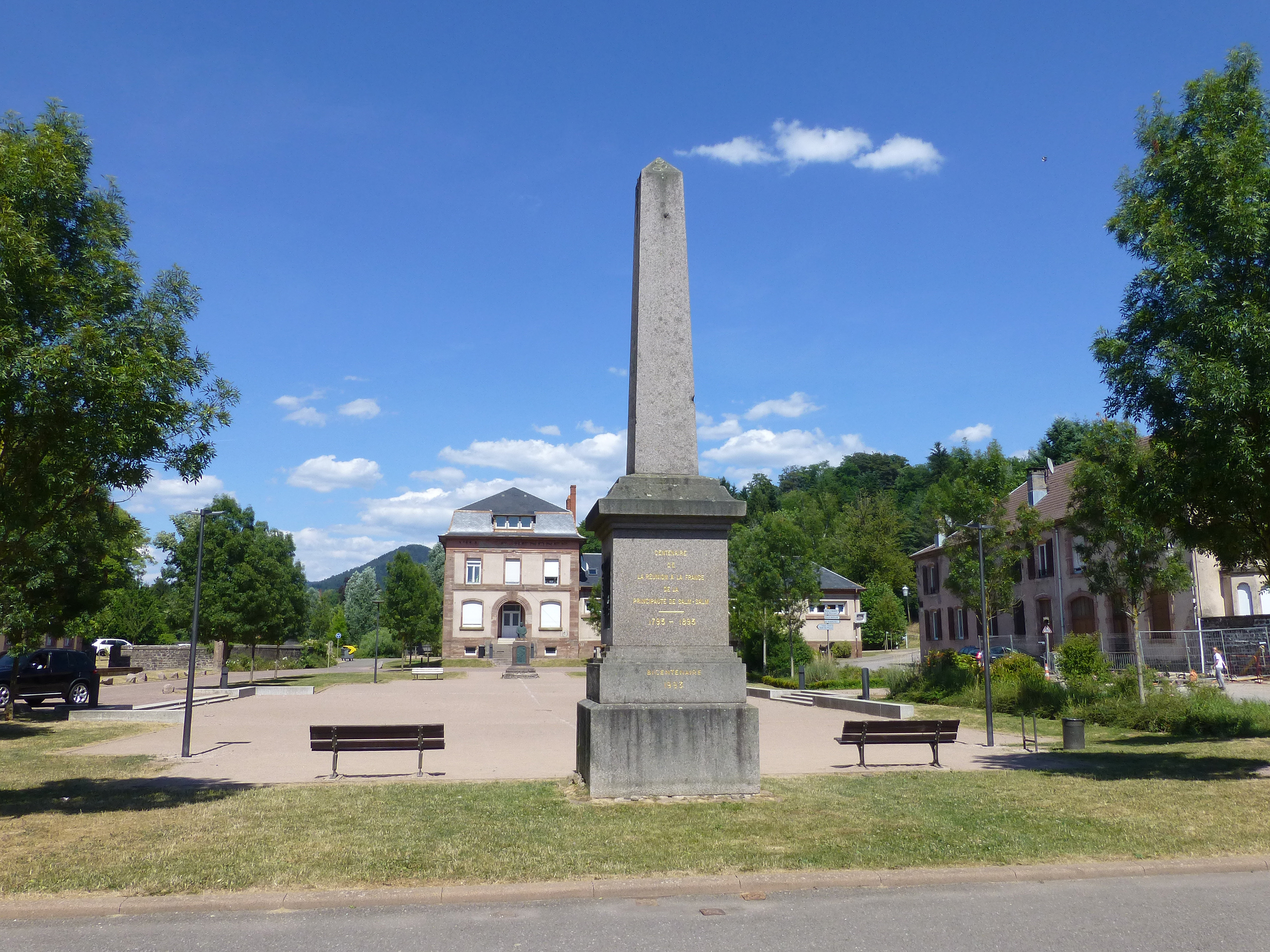
Obelisk aus dem Jahr 1893 in Senones zur Erinnerung an die Angliederung des Fürstentums Salm an Frankreich im Jahr 1793

Ursprünglich hatte ein Fürstentum Salm bereits im 17. und 18. Jahrhundert existiert. Dieses Territorium gehörte zum Oberrheinischen Reichskreis des Heiligen Römischen Reichs und war aus der Herrschaft Obersalm, auch Obere Grafschaft Salm genannt (Obersalm um die Burg Salm), in den Vogesen entstanden. Durch Christine von Salm fiel ein Teil der Grafschaft an ihren Ehemann Franz II. von Lothringen. Der Erbe und Landesherr der verbliebenen Grafschaft Salm, der Wild- und Rheingraf Philipp Otto zu Salm, wurde am 8. Januar 1623 für geleistete militärische Dienste von Kaiser Ferdinand II. in den erblichen Reichsfürstenstand erhoben. Die jeweiligen Herren der so „gefürsteten Grafschaft Salm“ nannten sich fortan Fürsten zu Salm. Als erster salmischer Fürst nahm Leopold Philipp Karl zu Salm am 28. Februar 1654 auf dem Reichstag von Regensburg Sitz und Virilstimme im Reichsfürstenrat wahr. 1659 trat Leopold Philipp Karl zu Salm als Anhänger Ludwigs XIV. dem Rheinischen Bund bei und wurde Oberbefehlshaber der Bundestruppen. Ein Hauptort des Fürstentums war bis 1751 das lothringische Badenweiler (französisch: Badonviller), ab 1751 Sens (französisch: Senones). Das reichsunmittelbare Territorium, das ab 1751 als Fürstentum Salm-Salm firmierte und ab 1766 als eine Exklave des Heiligen Römischen Reichs von Frankreich umgeben war, ging nach der Französischen Revolution (1789) infolge französischer Besetzung und Annexion als eigenständiges Herrschaftsgebiet unter. Ende April 1790 floh der 3. Fürst, Konstantin zu Salm-Salm, aus seiner Residenz Senones bzw. seinem Stammland in den Vogesen, das von der Revolution bedroht war, und bezog als Hauptresidenz fortan das Schloss Anholt in seiner westfälischen Herrschaft Anholt. Am 2. März 1793 beschloss der französische Nationalkonvent, das Fürstentum Salm mit Frankreich zu vereinigen. Hierbei berief sich der Nationalkonvent auf einen angeblichen Wunsch der Bewohner des Fürstentums. Der Annexion war eine mehrmonatige Handelssperre („Fruchtsperre“, Ausfuhrverbot von Getreide) Frankreichs gegen das Fürstentum vorausgegangen. Der Nationalkonvent ernannte Kommissare, darunter den Abgeordneten Georges Couthon, die das Land in Besitz nahmen. Am 22. März 1793 ließen sie die salmischen Wappen abnehmen sowie Abtei und Archive beschlagnahmen. Gegen die Annexion protestierte der Fürst durch ein Memorandum, das er am 29. März 1793 an den Reichstag des Heiligen Römischen Reichs richtete.

### Herrscher

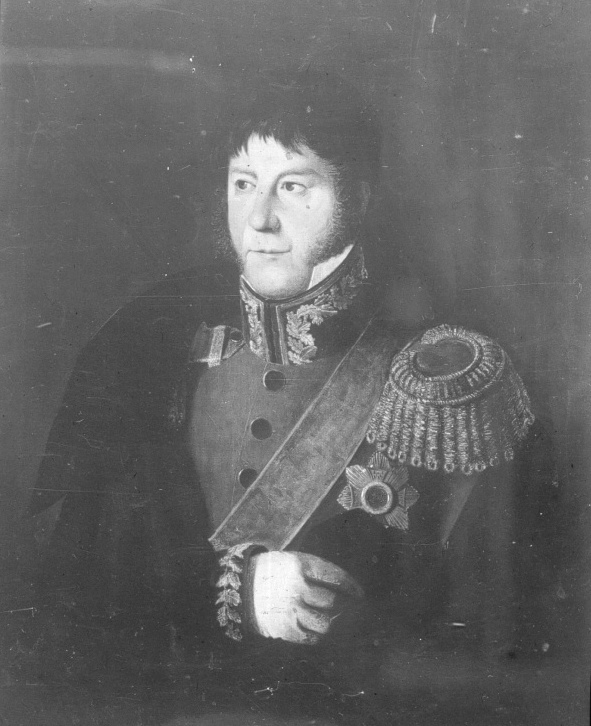
Konstantin zu Salm-Salm

- Philipp Otto zu Salm, 1. Fürst zu Salm (1623–1634)
- Ludwig zu Salm, 2. Fürst zu Salm (1634–1636)
- Leopold Philipp Karl zu Salm, 3. Fürst zu Salm (1636–1663)
- Karl Theodor Otto zu Salm, 4. Fürst zu Salm (1663–1710)
- Ludwig Otto zu Salm, 5. Fürst zu Salm (1710–1738)
- Nikolaus Leopold zu Salm-Salm, 6. Fürst zu Salm (1738–1770), 1. Fürst zu Salm-Salm (1743–1770)
- Ludwig zu Salm-Salm, 2. Fürst zu Salm-Salm (1770–1778), Erbstreit mit dem Bruder Maximilian zu Salm-Salm, 7. Fürst zu Salm (1770–1773)
- Konstantin zu Salm-Salm, 3. Fürst zu Salm-Salm (1778–1828), 8. Fürst zu Salm (1773–1828), depossediert ab 1793 (Annexion durch Frankreich) bzw. 1801 (Abtretung an Frankreich durch den Frieden von Lunéville), entschädigt im Fürstentum Salm ab 1802/1803 (Reichsdeputationshauptschluss)

## Wild- und Rheingrafschaft ab 1499, Fürstentum Salm-Kyrburg 1743 bis 1798

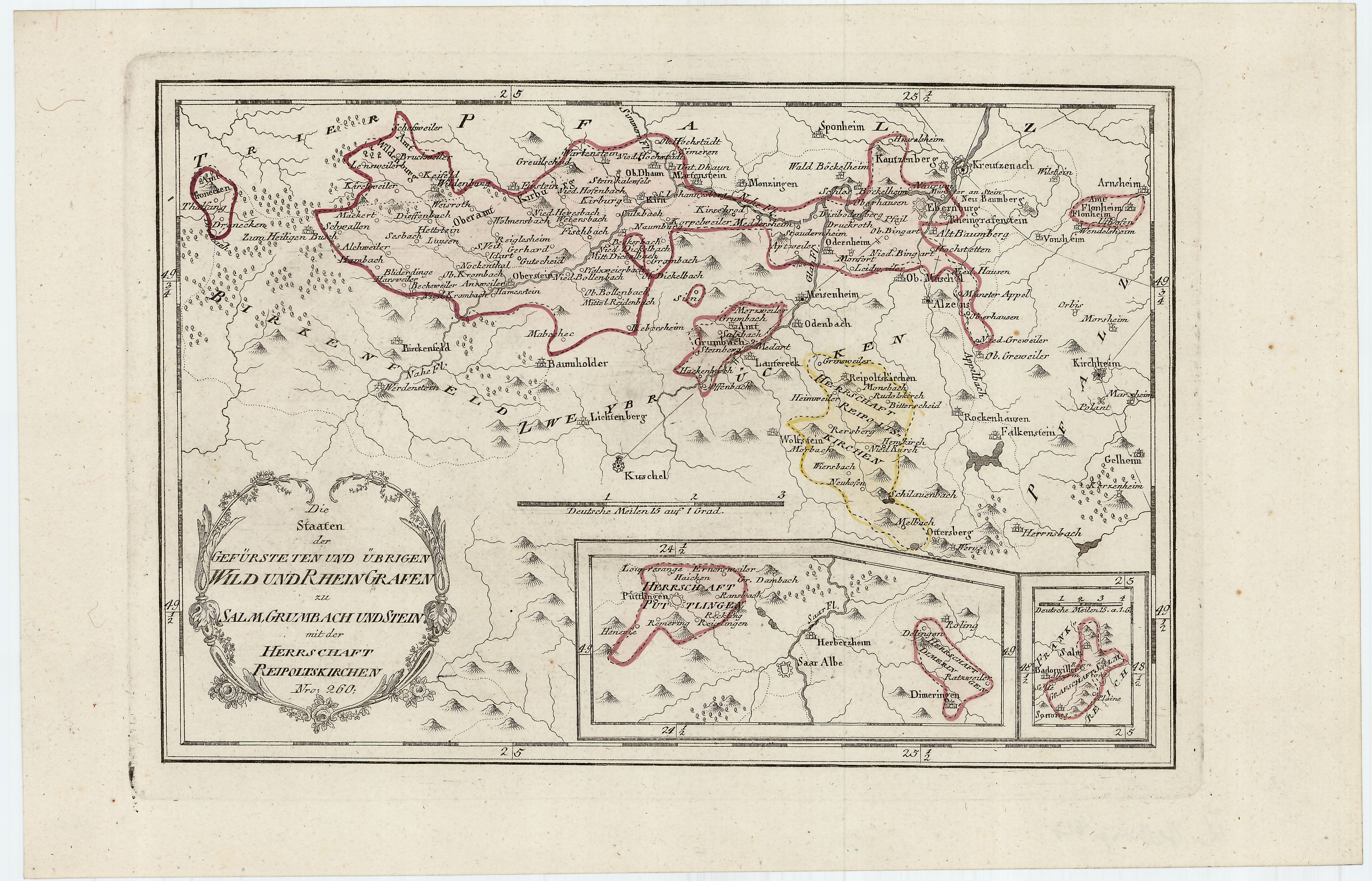
Karte der gefürsteten und übrigen Wild- und Rheingrafen zu Salm, Grumbach und Stein, 1791

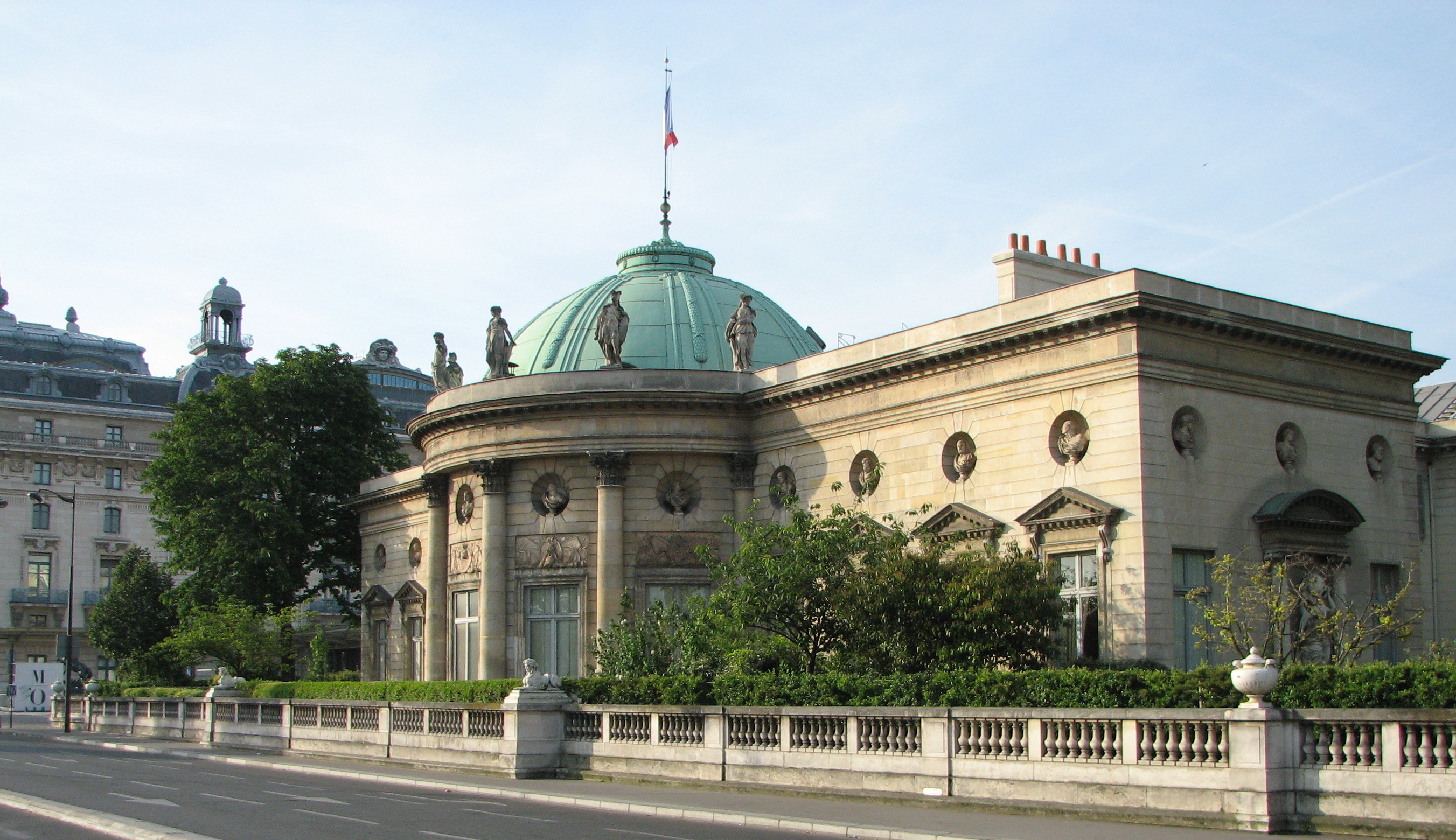
Hôtel de Salm, errichtet zwischen 1782 und 1787 als Wohnsitz der Familie Salm-Kyrburg in Paris, seit 1804 Sitz der französischen Ehrenlegion

Eine frühere Wild- und Rheingrafschaft bzw. ein früheres Fürstentum Salm-Kyrburg (ab dem 21. Februar 1743) hatte als reichsunmittelbares Territorium von 1499 bis zur Annexion durch die Französische Republik (1798, de facto) bzw. bis zum Frieden von Lunéville (1801, de jure) im Gebiet des heutigen Bundeslandes Rheinland-Pfalz existiert. Hauptort dieses Landes war die heutige Stadt Kirn. Zur Unterscheidung von anderen salmischen Ländern führte es die Bezeichnung des früheren Herrschersitzes Kyrburg in seinem Namen. In den Jahren 1789 bis 1792 leitete Ludwig von Welling die Kirner Regierung unter Friedrich III. Der Fürst, der sich in Paris als Erbauer des kostspieligen Hôtel de Salm einen Namen gemacht und sich während der Französischen Revolution politisch im Sinne der Linken exponiert hatte, kam unter der Terrorherrschaft von Maximilien de Robespierre vor ein Revolutionstribunal. Als „Volksfeind“ verurteilt, starb er am 23. Juli 1794 unter der Guillotine. Nachdem das Fürstentum Salm-Kyrburg 1794/1795 im Ersten Koalitionskrieg von französischen Revolutionstruppen erobert worden war, gelang es der als Vormund des minderjährigen Fürsten Friedrich IV. agierenden Fürstin Amalie durch eine Entscheidung im Comité de législation am 11. Juli 1795 und durch ein Dekret des Nationalkonvents vom 16. September 1795 eine Einziehung der fürstlichen Güter zunächst zu verhindern. Am 7. März 1798 proklamierte der französische Kommissar François Joseph Rudler die Annexion des Fürstentums Salm-Kyrburg durch Frankreich. Diesen Rechtsakt bestätigte das Heilige Römische Reich im Frieden von Lunéville auch völkerrechtlich. Gleichzeitig war damit aber die Aufgabe verbunden, das Fürstenhaus Salm-Kyrburg zu entschädigen. Diese Entschädigung erhielt der Friedrich IV. durch den Reichsdeputationshauptschluss (1803).
Siehe auch: Liste während der Französischen Revolution hingerichteter Personen

### Herrscher
- Johann Dominik zu Salm-Kyrburg, 1. Fürst zu Salm-Kyrburg (1743–1778 im Kondominium mit Philipp Joseph zu Salm-Kyrburg)
- Philipp Joseph zu Salm-Kyrburg, 2. Fürst zu Salm-Kyrburg (1743–1778 im Kondominium mit Johann Dominik zu Salm-Kyrburg, 1778–1779 als Alleinherrscher)
- Friedrich III. zu Salm-Kyrburg, 3. Fürst zu Salm-Kyrburg (1779–1794)
- Friedrich IV. zu Salm-Kyrburg, 4. Fürst zu Salm-Kyrburg (1794–1810/1811), depossediert ab 1794/1795 (Eroberung durch Frankreich) bzw. 1798 (Annexion durch Frankreich) bzw. 1801 (Abtretung an Frankreich im Frieden von Lunéville), entschädigt im Fürstentum Salm ab 1802/1803 (Reichsdeputationshauptschluss), als Minderjähriger in den Jahren 1794 bis 1810 durch die Vormünder Moritz zu Salm-Kyrburg und Amalie Zephyrine von Hohenzollern-Sigmaringen vertreten

## Entstehung des Fürstentums Salm in Westfalen 1801 bis 1803

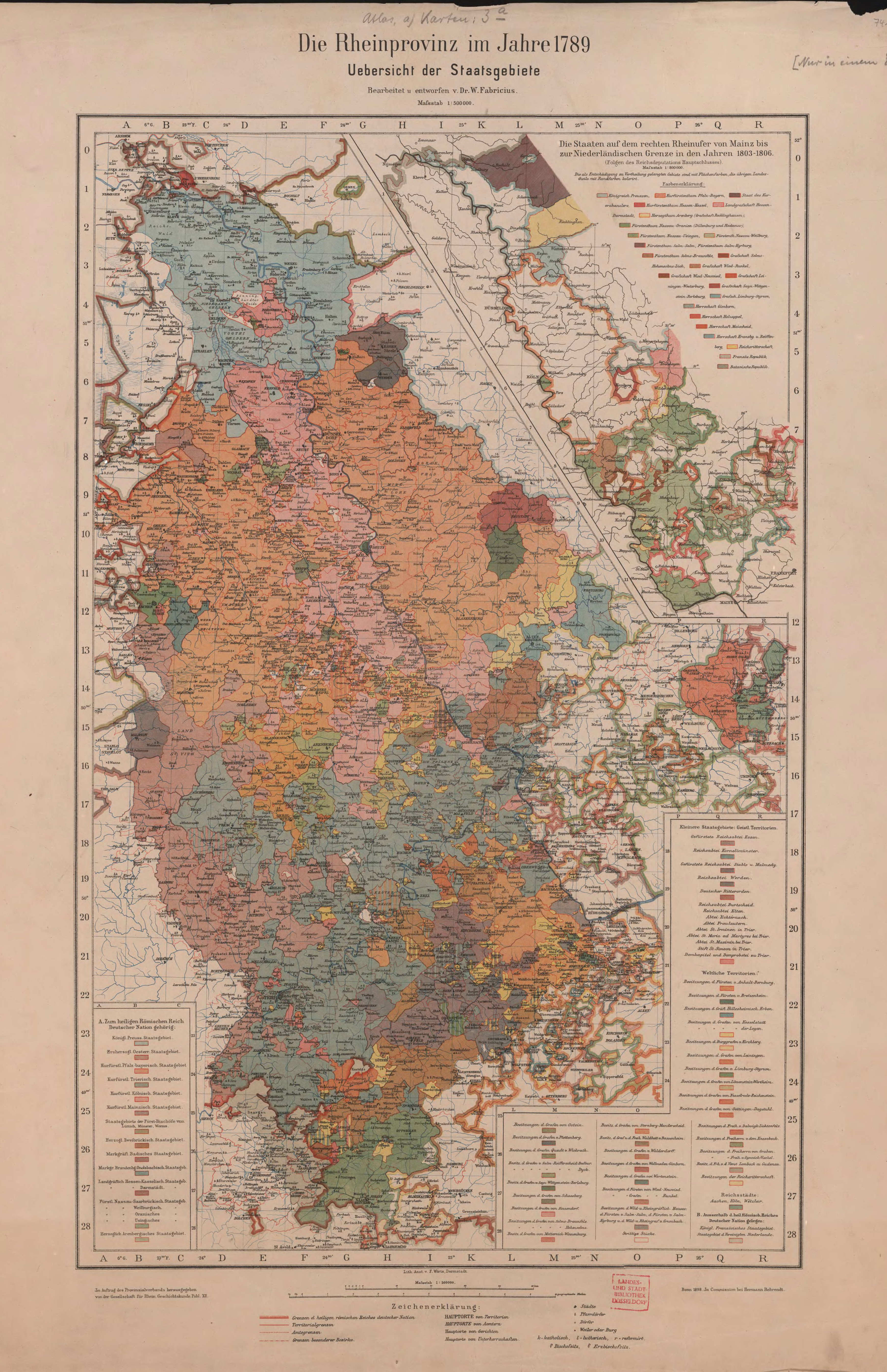
Darstellung früherer und späterer Territorien von Salm-Salm und Salm-Kyrburg in der Karte Die Rheinprovinz im Jahre 1789 von Wilhelm Fabricius, 1898

Reichsrechtlich wurden den Fürsten zu Salm-Salm und Salm-Kyrburg durch § 3 des Reichsdeputationshauptschlusses vom 25. Februar 1803 die Ämter Ahaus und Bocholt (einschließlich der – dabei jedoch nicht ausdrücklich genannten – Herrschaft Werth) des Hochstifts Münster zugeteilt. Diese neuen Gebiete fassten die Fürsten mit der Herrschaft Anholt zu einer Realunion zusammen und regierten sie – de facto – als Kondominium, obwohl Anholt – de jure – kein Teil des Kondominialgebietes war.
Ein französisch-russischer Entschädigungsplan, der die Grundlage für die Erarbeitung einer Reichsdeputation bildete, hatte zunächst darauf gezielt, die münsterischen Ämter Ahaus und Bocholt sowie Teile der Ämter Wolbeck und Rheine den Häusern Salm-Salm, Salm-Kyrburg, Salm-Reifferscheidt und Salm-Grumbach als gemeinschaftlich regiertes Herrschaftsgebiet zuzuweisen, was diese jedoch erfolgreich reklamierten. Mithin wurde das russisch-französische Vorhaben eines großen salmischen Kondominiums im Münsterland alsbald fallen gelassen: Salm-Salm und Salm-Kyrburg bildeten mit den Ämtern Ahaus und Bocholt ein Kondominium im Westmünsterland, während das Haus Salm-Reifferscheidt aus kurmainzischen und würzburgischen Gebieten mit dem Hauptort Krautheim das Fürstentum Krautheim errichtete und das rheingräfliche Haus Salm-Grumbach das münsterische Amt Horstmar zur Grafschaft Salm-Horstmar erhob. Mit Blick auf dieses Ergebnis der Reichsdeputation hatte Fürst Konstantin zu Salm-Salm am 21. Oktober 1802 eine vom Hofrat Peter Franz Noël erarbeitete Beschwerdeschrift vom 18. Oktober 1802 vorgelegt. Darin wurde vorgetragen, dass seinem Hause die „empfindlichste Kränkung widerfahren“ sei, indem dem rheingräflichen Hause Salm-Grumbach durch die Domänen des Amtes Horstmar wesentlich höhere Einnahmen zugeteilt würden und den fürstlich salm’schen Häusern dadurch die Entschädigung geschmälert werde. Der Fürst erinnerte auch an einen nicht zurückgezahlten Kredit, den er 1788 dem Erzstift Trier gewährt hatte und für den gemäß dem Friedensvertrag von Lunéville ihm nunmehr noch eine Entschädigung zustehe. Diese Beschwerde hatte insofern Erfolg, als sich das rheingräfliche Haus Salm-Grumbach durch Vertrag vom 26. Oktober 1802 verpflichtete, beiden salmischen Fürstenhäusern ab dem 1. Dezember 1802 eine fortwährende Rente von jährlich insgesamt 33.000 Rheinischen Gulden zu zahlen.

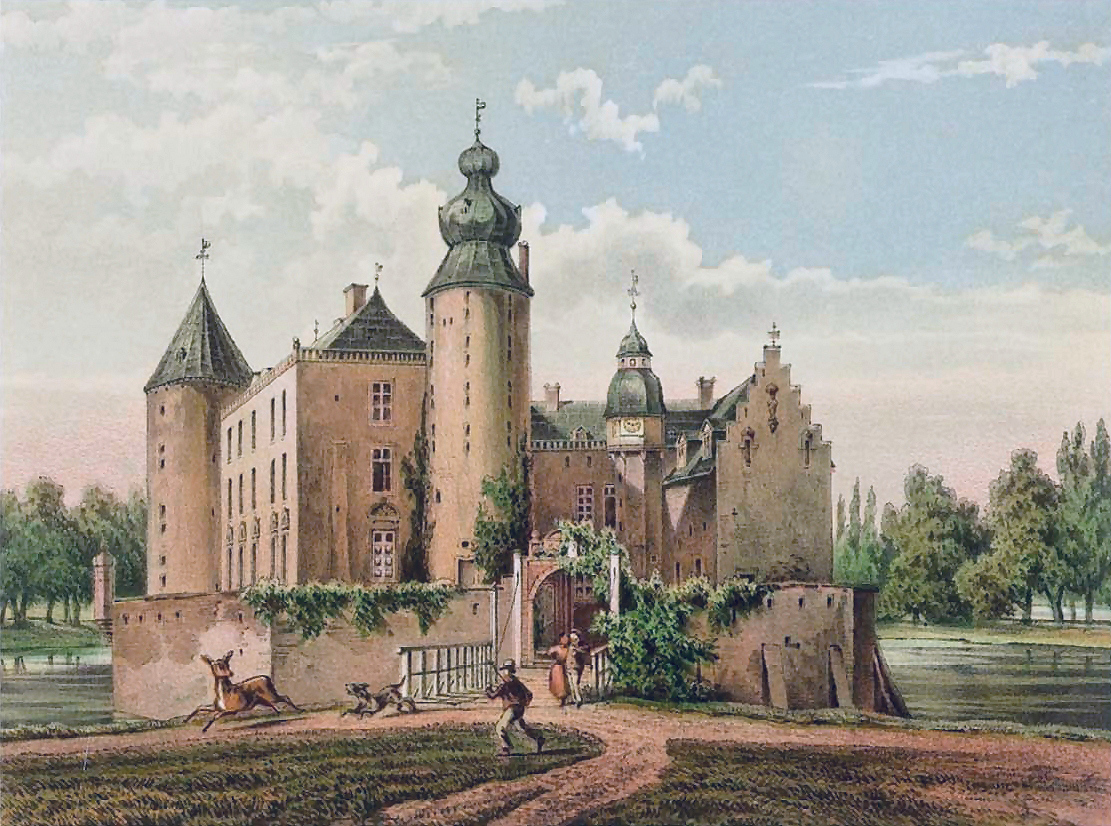
Burg Gemen auf einer Lithographie von 1860 (von Alexander Duncker) – historischer Herrensitz der Herrschaft Gemen

Am 1. August 1806 kam bei der Gründung des Rheinbundes die kleine reichsunmittelbare Herrschaft Gemen als weiteres Territorium noch hinzu. Das winzige Gebiet der Herrschaft Gemen rund um die gleichnamige Burg war von 1803 bis 1806 als Enklave vom Fürstentum Salm umgeben gewesen. Es war für die Grafen Limburg-Styrum zu Illeraichen von der Grafschaft Limburg aus verwaltet worden, bis es erst im Jahre 1800 im Erbgang in den reichsunmittelbaren Besitz der Freiherren von Bömelberg gelangte. Durch die Rheinbundakte im Jahre 1806 wurden die Freiherren von Bömelberg zu einfachen adeligen Grundbesitzern im Fürstentum Salm herabgestuft (mediatisiert), indem die Signatarstaaten dieses völkerrechtlichen Vertrages sie der Landeshoheit des Fürsten zu Salm-Kyrburg unterstellten.
Die Errichtung des Fürstentums Salm in Westfalen diente dazu, die vormals mit linksrheinischen Reichsfürstentümern ausgestatteten Fürstenhäuser Salm-Salm und Salm-Kyrburg, die durch die Abtretung von Reichsgebieten an Frankreich „depossediert“ worden waren, durch Zuweisung von rechtsrheinischen Territorien zu entschädigen („Entschädigungslande“). Diese Fürstenhäuser hatten vom Reich für die Abtretung linksrheinischer Reichsterritorien an Frankreich im Frieden von Lunéville (1801) eine Entschädigung zugesichert bekommen. Die Entschädigung wurde im Reichsdeputationshauptschluss (1803) vor allem zu Lasten geistlicher Territorien des Heiligen Römischen Reiches geregelt (Säkularisation). Das Hochstift Münster, das größte geistliche Territorium im Heiligen Römischen Reich, ging mit dem Reichsdeputationshauptschluss unter. Seine im Westen gelegenen Ämter Bocholt und Ahaus ergaben die Hauptmasse des salmischen Territoriums.
Die kleine reichsunmittelbare Herrschaft Anholt an der Issel, in die Konstantin Alexander Fürst zu Salm-Salm nach Verlust seines linksrheinischen Fürstentums seit etwa 1790 seine Familie und sich in Sicherheit gebracht hatte, bildete für den Vorgang der Staatsgründung des Fürstentums Salm den territorialen Anknüpfungspunkt. Die Herrschaft Anholt war bereits seit 1645 ein Besitz des Fürstenhauses Salm, das nach der Verbindung zweier salmischer Familienlinien und mit der kaiserlichen Verleihung des erblichen Titels seit 1743 als Fürstenhaus Salm-Salm anzusprechen ist.

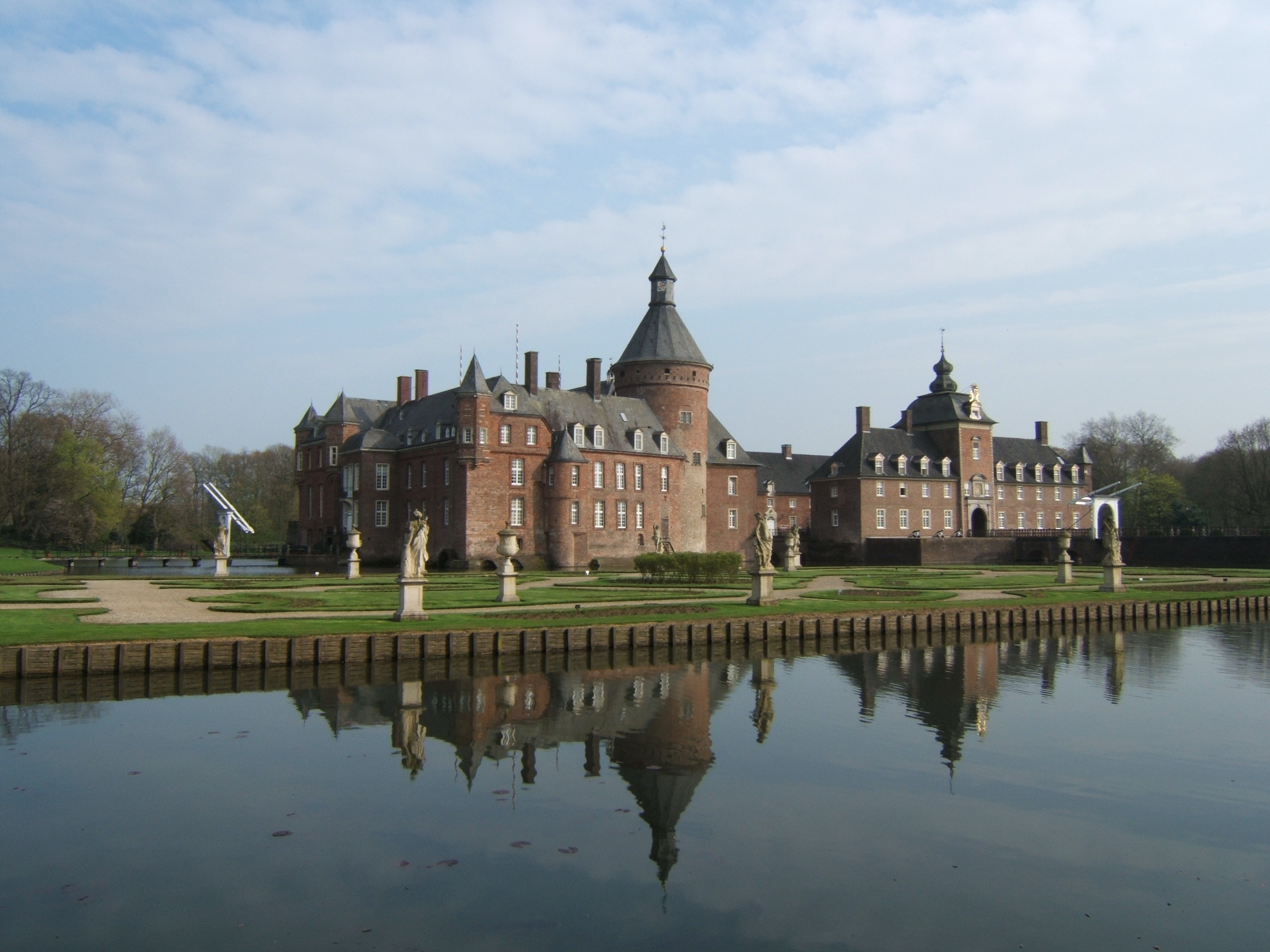
Burg Anholt im April 2006

Die fürstlichen Linien Salm-Salm und Salm-Kyrburg teilten sich im Fürstentum Salm die Rechte an den vormals fürstbischöflich-münsterischen Ämtern Bocholt und Ahaus: Salm-Salm zu zwei Dritteln, Salm-Kyrburg zu einem Drittel. Diese Aufteilung war im Reichsdeputationshauptschluss vorbehaltlich späterer Anordnungen vorgesehen worden. Die Rechte an der Herrschaft Anholt standen dem Hause Salm-Salm ungeteilt zu. Gemäß der Rheinbundakte nahm das Haus Salm-Kyrburg ab 1806 die alleinigen Rechte an der Herrschaft Gemen wahr.
Auf der Grundlage des Friedens von Lunéville begannen die Häuser Salm-Salm und Salm-Kyrburg bereits etwa 1801 damit, sich mit der Bildung eines gemeinsamen Staates im westlichen Zipfel Westfalens zu befassen. Am 30. Oktober 1802 ergriffen sie – noch vor dem Reichsdeputationshauptschluss – von ihren neuen Landen förmlich Besitz. Zu diesem Zeitpunkt war das Hochstift Münster infolge preußischer Besetzung der Hauptstadt Münster bereits in Auflösung begriffen. Die Häuser Salm-Salm und Salm-Kyrburg verständigten sich darauf, ein gemeinsam verwaltetes Fürstentum Salm zu bilden und die „Fürstlich Salmisch Gemeinschaftliche Regierung“ in einem säkularisierten Damenstift in der Stadt Bocholt einzurichten. Ab 1802 nahmen Gesetzgebung und Verwaltung im Fürstentum Salm ihre Arbeit auf. Die salmische Gesetzgebung und Verwaltung orientierte sich weitgehend und zunehmend an modernen legislativen und exekutiven Vorbildern im Kaiserreich Frankreich, im Großherzogtum Berg und im Königreich Holland. Den Code Napoléon führten sie zwar nicht ein, aber die neue Regierung entwickelte trotz der Kürze und Schwere der Zeit durchaus einen vergleichsweise fortschrittlichen Standard der Landesverwaltung. Beachtlich ist vor allem die Gewährung der Religionsfreiheit ab dem Jahre 1806.

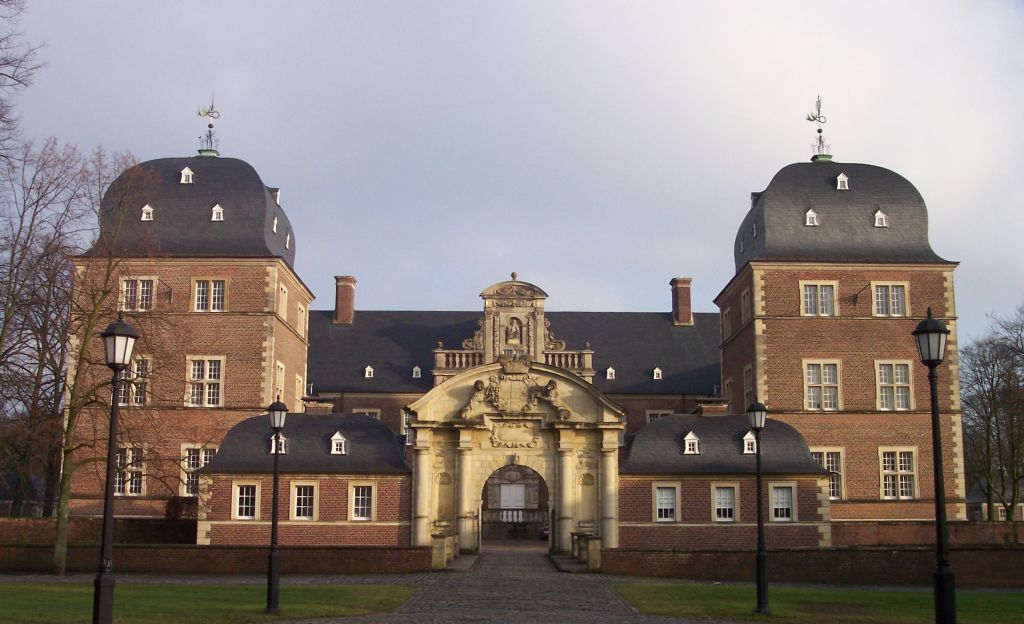
Schloss Ahaus

Während die Stadt Bocholt als Regierungssitz und Landeshauptstadt diente, waren Anholt (Schloss Anholt, Salm-Salm) und Ahaus (Schloss Ahaus, Salm-Kyrburg) die Residenzstädte des Fürstentums. Die gemeinschaftliche Regierung in Bocholt war zunächst nicht bloß eine „Regierung“ im Sinne einer modernen Exekutive, sondern auch – abgesehen von den souveränen Fürsten Salms – die oberste Justiz- und Finanzinstanz. Die seit jeher in fürstlichen Diensten stehenden Beamten, die diese Obrigkeit in einem kollegial arbeitenden Regierungsorgan nunmehr verkörperten, wurden von den salmischen Untertanen, die sich gewöhnlich in einer westmünsterländischen Variante des Niederdeutschen verständigten, wegen ihrer Sprache und Herkunft „die Oberländer“ genannt. 1806 trat Hans von Bostel, ein Freund Savignys und Brentanos, als salm-kyrburgischer Regierungs- und Hofrat in die Landesregierung ein. Als Einheimischer wurde der Jurist Aloys Franz Bernhard van Langenberg in die Regierung berufen. Ein weiterer hoher Beamter, der aus einer einheimischen Familie stammte und in salmische Staatsdienste berufen wurde, war der Hofkammerrat Anton Diepenbrock, der Vater des späteren Fürstbischofs von Breslau, Melchior von Diepenbrock. Am 30. Oktober bzw. am 22. November 1809 wurden die oberen Landesbehörden neu organisiert. Dabei wurde eine Trennung innerhalb der Verwaltung und eine Trennung zwischen Verwaltung und Justiz etabliert. Von der Landesregierung wurden eine Hofkammer, zuständig für das landesherrliche Domanial- und Finanzwesen, und ein Hofgericht als oberste Rechtsprechungsinstanz abgetrennt; alle wurden in der Hauptstadt Bocholt angesiedelt. Die fürstlichen Personen traten im öffentlichen Leben kaum in Erscheinung. Allein Fürstin Amalie von Hohenzollern-Sigmaringen ließ sich anlässlich eines Besuchs der Hauptstadt am 17. Juli 1807 eskortieren und als vormundschaftliche Regentin und Vertreterin Friedrichs IV. von Salm-Kyrburg huldigen.

## Souveränität auf der Grundlage des Rheinbundes ab 1806

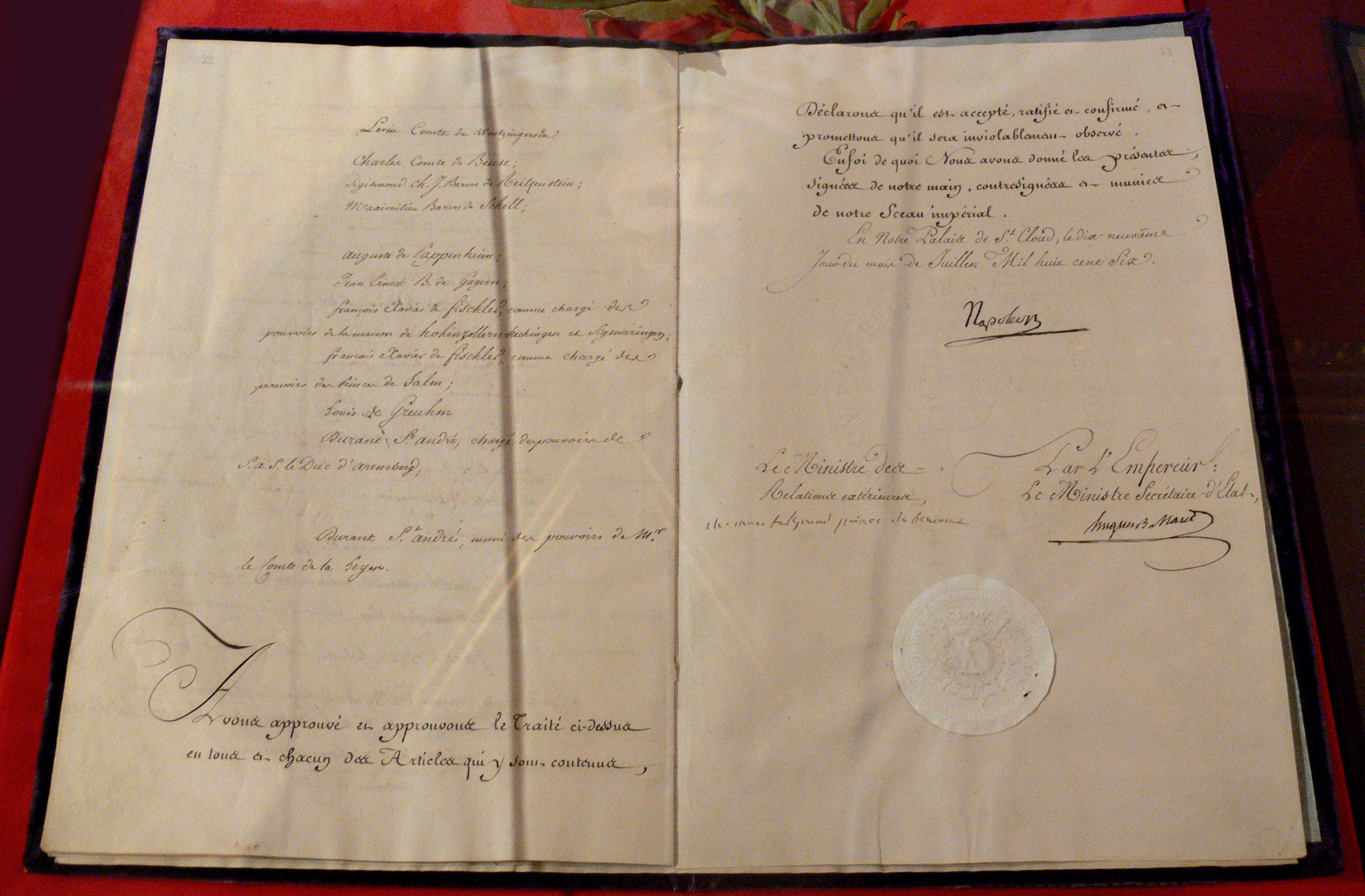
Rheinbundakte, Ausfertigung für das Fürstentum Hohenzollern-Sigmaringen

Mit Ratifikation der Rheinbundakte am 25. Juli 1806 war das Fürstentum Salm („Staaten der Fürsten von Salm“, Art. 24) einer jener Staaten, die den Rheinbund (1806–1813) unter dem Protektorat Kaiser Napoleons gründeten und sich vom Heiligen Römischen Reich lossagten. Nach einer Note Napoleons, die der französische Geschäftsträger Théobald Bacher beim Regensburger Reichstag am 1. August 1806 überreicht hatte, legte der letzte Kaiser des Heiligen Römischen Reiches, Franz II., schließlich am 6. August 1806 die Reichskrone nieder und erklärte das Heilige Römische Reich für erloschen. Rechtlich erlangten die Fürsten zu Salm-Salm und Salm-Kyrburg dadurch für sich und ihr Land volle innere und weitgehend äußere Souveränität. Faktisch war das kleine Fürstentum Salm gleichwohl ein Satellitenstaat Frankreichs.
Die Lossagung der süd- und westdeutschen Fürsten vom Heiligen Römischen Reich war letztlich eine Folge des österreichisch-preußischen Dualismus und der konstitutionellen Schwächen des Reichs. Besonders Preußen hatte sich, wie sein Verhalten im Separatfrieden von Basel enthüllte, vom Gedanken der Reichsintegrität abgekehrt. Das Reich war nicht nur für Frankreich, sondern auch für Preußen ein Jagdrevier geworden, in dem sich diese Großmächte auf Kosten der schwächeren Reichsstände peu à peu bereichern wollten. Auch Österreich, das bis dahin das Reichsoberhaupt stellte, suchte sein Heil zunehmend in der Sicherung rein österreichischer Herrschaftsinteressen. Dies hatte gerade die Ausrufung eines erblichen österreichischen Kaisertums im Jahre 1804 gezeigt.
Die Lossagung der Fürsten ist ferner vor dem Hintergrund des von Kaiser Franz II. blamabel verlorenen Dritten Koalitionskrieges zu sehen. Mit dem Frieden von Pressburg, der diesen Krieg beendete, und mit dem Vertrag von Schönbrunn, der Preußen zum Gegner Englands machte und somit isolierte, war Kaiser Napoléon grandios zum Herrscher über Süd-, West- und Mitteleuropa aufgestiegen und genoss zunehmend den Respekt und das Vertrauen der süd- und westdeutschen Reichsfürsten. Jene erblickten sodann in der Herstellung einer lockeren Konföderation sowie in einer Allianz mit Frankreich und seinem Kaiser den bestmöglichen Rahmen für die Sicherung und Entwicklung ihrer Herrschaft.
Mit der Rheinbundakte, die auch als Vertrag von Paris bezeichnet wird, erkannten die Unterzeichnerstaaten die volle Souveränität der Fürsten und ihre gegenseitige Bindung als Konföderation an. Gleichzeitig verpflichteten sich die Fürsten, für den Fall eines drohenden Krieges ein bestimmtes Truppenkontingent im Militärbündnis mit Frankreich zu stellen. Die Anerkennung der Souveränität war somit an einen Staatenbund der Fürsten und an eine Militärallianz der Fürsten mit Frankreich gebunden.

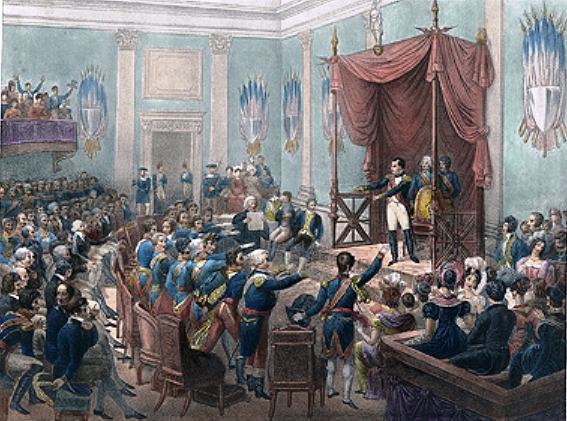
Huldigung durch die Gesandten der Rheinbundfürsten, kolorierte Lithografie von Charles Motte

Als Gründungsstaat des Rheinbundes ist das Fürstentum Salm dem politischen Konzept des Dritten Deutschlands beigetreten. Das heißt, dass die salmischen Fürsten im Staatenbund mit anderen deutschen Fürsten einen dritten Machtfaktor in Deutschland herausbilden wollten, um ihre Existenz und Eigenständigkeit gegenüber Österreich, Preußen und Frankreich möglichst zu wahren. Sie ließen sich dabei in ein napoléonisches Staatensystem unter der Hegemonie Frankreichs integrieren und hofften so, dass der Staatenbund und die Allianz auch Frankreich davon abhalten würde, sich an ihrem Kleinstaat zu vergreifen.
Mit der Gründung des Rheinbundes und dem Untergang des Heiligen Römischen Reiches deutscher Nation erreichten die Fürstenhäuser Salm-Salm und Salm-Kyrburg eine Anerkennung der Fürstentümer Salm-Salm und Salm-Kyrburg als staatliche Völkerrechtssubjekte. Sie entgingen damit dem Schicksal vieler anderer kleinerer Gliedstaaten des Heiligen Römischen Reichs, z. B. dem Schicksal des Rheingrafen Friedrich von Salm-Grumbach (Grafschaft Salm-Horstmar, früheres Amt Horstmar), des Herzogs Joseph Arnold von Looz-Corswarem (Fürstentum Rheina-Wolbeck) oder des Herzogs Auguste Philippe de Croÿ (Grafschaft Dülmen, früheres Amt Dülmen), deren Herrschaften 1806 durch die Rheinbundakte (Art. 24) mediatisiert wurden. Den in der völkerrechtlichen Anerkennung sich manifestierenden Status verdankten die salmischen Fürstenhäuser insbesondere dem nachhaltigen Prestige des Fürsten Friedrich III. zu Salm-Kyrburg und dem persönlichen Einfluss der Fürstin Amalie Zephyrine zu Hohenzollern-Sigmaringen, einer geborenen Prinzessin zu Salm-Kyrburg. Die Fürstin zu Hohenzollern-Sigmaringen war eine Freundin der Kaiserin Joséphine und des Außenministers Talleyrand und konnte so die Belange der Häuser von Hohenzollern und Salm am französischen Kaiserhof erfolgreich vortragen. Napoléon selbst schrieb in seinen Erinnerungen, dass die Hohenzollern und die Salm deshalb zum Rheinbund „zugelassen“ worden seien, weil mehrere Mitglieder dieser Familien lange in Frankreich verweilt und „Anhänglichkeit“ gezeigt hätten.

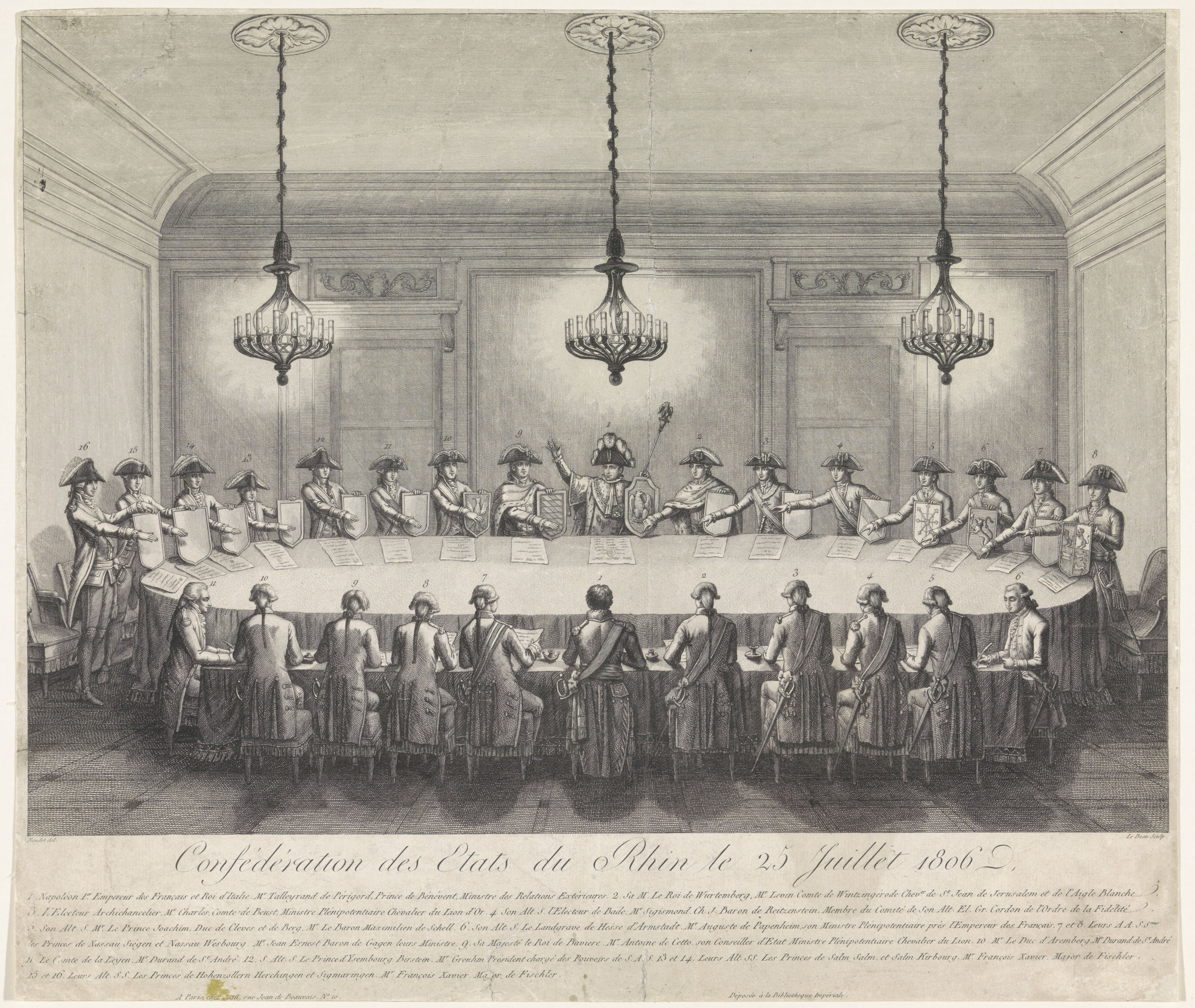
Symbolische Darstellung der von Franz Xaver Fischler vertretenen Fürsten (Nr. 13–16) auf einer Illustration von Thomas Charles Naudet zur Gründung des Rheinbundes, 1806

Bei der Aushandlung der Rheinbundakte vertrat Franz Xaver Fischler, Hofrat und späterer Schwager des Fürsten Anton Aloys von Hohenzollern-Sigmaringen, sowohl die Häuser Hohenzollern-Sigmaringen und Hohenzollern-Hechingen als auch die Häuser Salm-Salm und Salm-Kyrburg. Für den minderjährigen Fürsten Friedrich zu Salm-Kyrburg unterzeichnete seine Tante, die Fürstin zu Hohenzollern-Sigmaringen, die Rheinbundakte am 12. Juli 1806 vormundschaftlich in Paris. Der Onkel Friedrichs, der ebenfalls zum salm-kyrburgischen Vormund bestellte Prinz Moritz, bestätigte die Rheinbundakte am 26. Juli in Ahaus. Ebenfalls unterzeichnete den völkerrechtlichen Vertrag Franz Xaver von Zwackh, nicht in seiner Funktion als bayerischer Minister beim Rheinbund, sondern in seiner Funktion als „Vormundschaftsrat“ des Fürsten Friedrich zu Salm-Kyrburg. Für das Haus Salm-Salm unterzeichnete Fürst Konstantin die Rheinbundakte am 21. Juli 1806 während eines Aufenthalts in Aachen.

## Vierter Koalitionskrieg
Die Fakten, die Frankreich und die Fürsten des Rheinbundes geschaffen hatten, mochte das Königreich Preußen nicht anerkennen. Nachdem es am 9. Oktober 1806 dem Kaiserreich Frankreich den Krieg erklärt hatte, trat – aufgrund der Bestimmungen der Rheinbundakte – der Kriegsfall auch für das Fürstentum Salm ein. Das Fürstentum Salm war von diesem Krieg insoweit betroffen, als sogleich Truppen des Königreichs Holland, das mit Frankreich und dem Rheinbund verbündet war, durchmarschierten, um Münster, die Hauptstadt des preußischen Erbfürstentums Münster, einzunehmen. Das Fürstentum Salm musste in diesem Krieg holländische Soldaten einquartieren und Lebensmittelversorgungen für die seit 1805 französische Festung Wesel organisieren. Militärkontingente, wie sie Artikel 36 der Rheinbundakte vorsah, stellte das Fürstentum Salm nicht unmittelbar, da es sich durch einen Staatsvertrag mit dem Herzogtum Nassau, das ein entsprechend größeres Militärkontingent aufstellte, dieser Pflicht entledigt hatte. Nassau erhielt im Gegenzug eine Zahlung, die Salm aus einer Sondersteuer finanzierte. Bereits am 14. Oktober 1806 wurde Preußen in der Schlacht bei Jena und Auerstedt geschlagen. Der Frieden von Tilsit zwang Preußen in Artikel 4 des franko-preußischen Abkommens vom 9. Juli 1807, den Rheinbund und die Souveränität seiner Mitglieder anzuerkennen, somit auch die der Fürsten zu Salm.

## Besonderheiten
Eine historische Besonderheit stellt das Fürstentum Salm durch den Umstand dar, dass es auf dem staatlichen Bund zweier jeweils souveräner Fürsten und Fürstentümer beruhte (Realunion). Völkerrechtlich bestand das Fürstentum Salm aufgrund der Regelungen der Rheinbundakte zudem aus zwei Völkerrechtssubjekten, einerseits aus dem Fürstentum Salm-Salm (d. h. aus der Herrschaft Anholt plus zwei Dritteln der Ämter Bocholt und Ahaus) und andererseits aus dem Fürstentum Salm-Kyrburg (d. h. aus der Herrschaft Gemen plus einem Drittel der Ämter Bocholt und Ahaus).
Die Herrschaftsausübung der Häuser Salm-Salm und Salm-Kyrburg war im Fürstentum Salm engstens miteinander verbunden. Die Verbindung der Fürsten im Sinne eines Kondominiums fand ihren Ausdruck darin, dass die Edikte und Erlasse der „Fürstlich Salmisch Gemeinschaftlichen Regierung“ von gemeinsam bestellten Beamten erarbeitet und jeweils von beiden Landesherren zu unterzeichnen waren. Die gemeinsame Regierung der Fürsten zu Salm-Salm und Salm-Kyrburg darf nach Lage der Dinge als eine praktische und ökonomische Lösung des Problems der Landesherrschaft angesehen werden und fußte auf langjährigen Erfahrungen der salmischen Familienlinien bei der Regierung ihrer Herrschaftsgebiete, die infolge einer fehlenden klaren und einheitlichen Primogeniturordnung kompliziert unter den Familien aufgeteilt waren.
Unmittelbar verursacht wurde das Kondominium durch den Umstand, dass der Reichsdeputationshauptschluss vom 25. Februar 1803 in § 3 zunächst eine weitere, unverzüglich zu bestimmende Anordnung des Reichs zur Aufteilung des Territoriums auf die Fürstenhäuser Salm-Salm und Salm-Kyrburg vorsah, diese aber bis zum Untergang des Reichs am 6. August 1806 nicht mehr erlassen wurde. Nach der nur angekündigten, aber nicht erlassenen Anordnung sollten die den Fürsten von Salm zugewiesenen Gebiete zu zwei Dritteln für Salm-Salm und zu einem Drittel für Salm-Kyrburg voneinander abgeteilt werden. Mangels Aufteilung hatten die Fürstenhäuser Salm-Salm und Salm-Kyrburg also ein künftig zu teilendes, aber tatsächlich und staatsrechtlich noch ungeteiltes Gebiet zugewiesen bekommen, dessen gemeinsame Regierung sie bis zur Annexion 1810/11 praktischerweise fortzusetzen vorzogen.

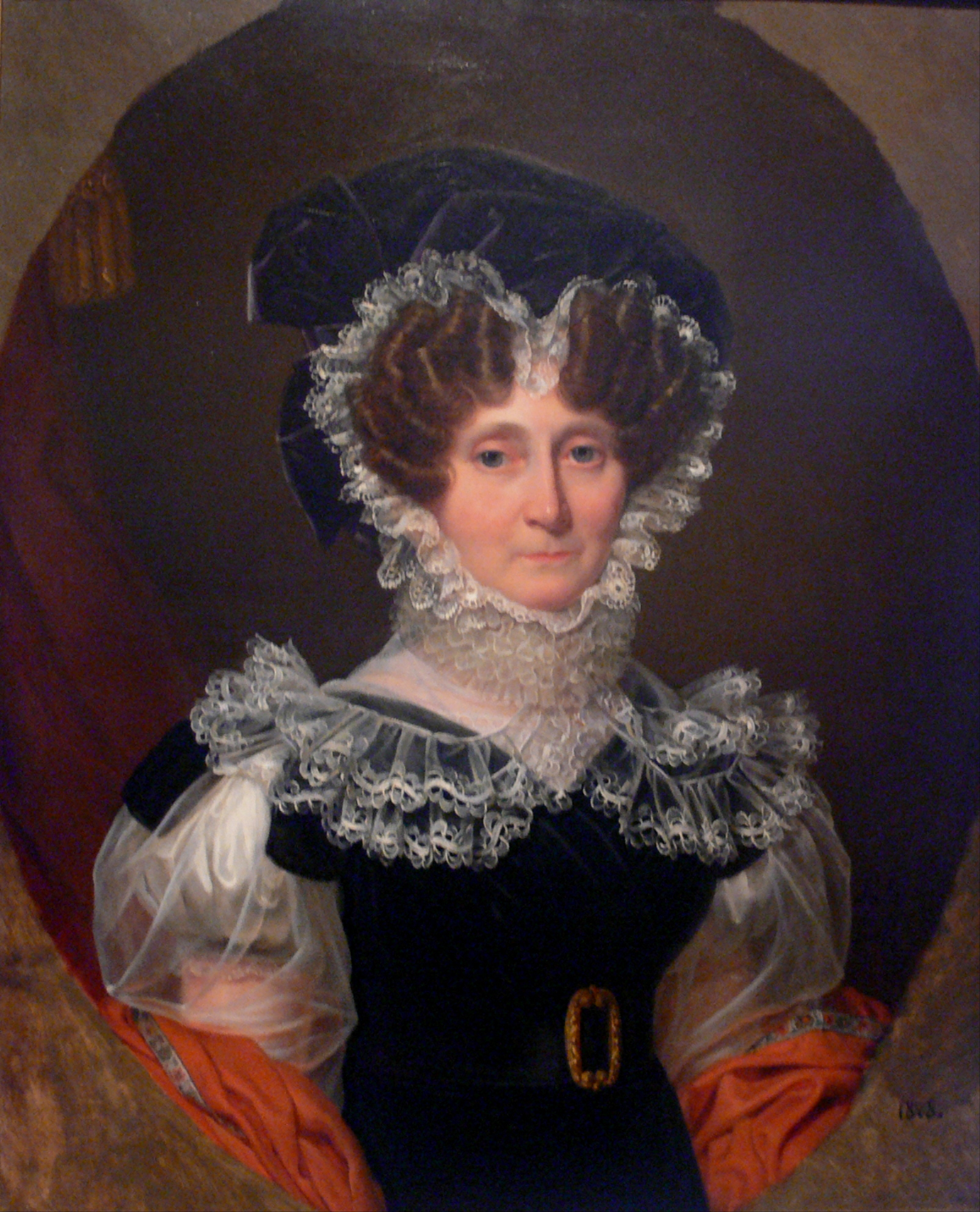
Fürstin Amalie Zephyrine (Gemälde von Auguste François Laby, 1828) ließ sich am 17. Juli 1807 in der salmischen Hauptstadt Bocholt huldigen.

Gleichberechtigte Monarchen waren Fürst Konstantin zu Salm-Salm (22. November 1762 bis 25. Februar 1828) und Fürst Friedrich IV. zu Salm-Kyrburg (14. Dezember 1789 bis 14. August 1859). Bis der designierte Fürst Friedrich als Erbe Salm-Kyrburgs am 14. Dezember 1810 volljährig wurde, fungierten der Onkel, Prinz Moritz zu Salm-Kyrburg, und die Tante, Fürstin Amalie Zephyrine von Hohenzollern-Sigmaringen, als vormundschaftliche Regenten. Salm-Kyrburg ließ sich ab 1804 durch den Juristen Johann Vincenz Caemmerer (1761–1817) beraten. Beim Regensburger Reichstag ließ sich Salm-Salm durch Egid Joseph Karl von Fahnenberg vertreten, Salm-Kyrburg durch den Regensburger Weihbischof Johann Nepomuk von Wolf. Vertreter des Fürstentums Salm beim Rheinbund in Frankfurt am Main war Peter Franz Noël.
Während Fürst Konstantin (Constantin) die Interessen des Fürstentums Salm in erster Linie an den Höfen und Regierungssitzen in Den Haag bzw. Amsterdam (Königreich Holland) und Düsseldorf (Großherzogtum Berg) wahrnahm, bemühte sich die salm-kyrburgische Mitregentin, Fürstin Amalie Zephyrine von Hohenzollern-Sigmaringen, auf der Grundlage ihrer langjährigen persönlichen Kontakte zu Joséphine (seit 1804 französische Kaiserin) und zum französischen Außenminister Charles-Maurice de Talleyrand-Périgord darum, die Belange der Häuser Salm-Salm, Salm-Kyrburg, Hohenzollern-Sigmaringen und Hohenzollern-Hechingen in Paris zu vertreten.
Ein Kontingent von 323 Mann – später aufgestockt auf 360 Mann – sollte das Fürstentum Salm für das Militäraufgebot der Rheinbundstaaten zur Verfügung zu stellen. Gegen vertraglich vereinbarte Zahlungen an das Herzogtum Nassau, das sein Rheinbund-Kontingent entsprechend erhöhte, entledigte sich das Fürstentum Salm jedoch der in der Rheinbundakte verankerten Pflicht der Ausrüstung und Unterhaltung eigener salmischer Streitkräfte. Die erheblichen Geldsummen wurden durch Extrasteuern, die mit Verordnungen vom 26. Oktober 1806 sowie 22. Januar und 4. April 1808 eingeführt wurden, aufgebracht.
Die Staatsflagge des Fürstentums Salm scheint eine Trikolore mit horizontalen Streifen in Schwarz (oben), Weiß (Mitte) und Rot (unten) gewesen zu sein. Schwarz-Weiß verweist auf das Wappen der Rhein- und Wildgrafen, einen silbernen Leoparden auf schwarzem Grund (leopardisierter hersehender Löwe, ursprünglich das Stammwappen der Rheingrafen zum Stein), Rot-Weiß auf das des Hauses Salm, zwei silberne Salme (Lachse) auf rotem Grund.
Das Staatsgebiet umfasste nach historischen Unterlagen 31 Quadratmeilen (ca. 1.705 km²) und 59.086 Einwohner. Es war damit etwa 12 Quadratmeilen größer als die früheren Staatsgebiete der Reichsfürstentümer Salm-Salm und Salm-Kyrburg. In der Zahl der Einwohner beziffert sich der Zuwachs aber nur auf ca. 9000 Personen.
Die jährlichen Staatseinkünfte sollen sich auf rund 230.000 Gulden belaufen haben, 150.000 für Salm-Salm, 80.000 für Salm-Kyrburg.

## Beziehungen zum Großherzogtum Berg
Nach den völkerrechtlichen Bestimmungen der Rheinbundakte durfte das Großherzogtum Berg eine durch das Fürstentum Salm führende Landstraße als Verkehrsverbindung zwischen seinen südlichen und nördlichen Landesteilen  nutzen (Art. 24). Durch ein zusätzliches Abkommen zwischen dem Fürstentum Salm und dem Großherzogtum Berg wurde 1809 geregelt, dass die bergische Post nicht nur auf der in der Rheinbundakte bezeichneten Landstraße verkehren, sondern im gesamten Fürstentum Salm die Postdienste anbieten sollte. Zuvor hatte Fürst Friedrichs Vormund Prinz Moritz versucht, eine eigene Post – postes de pays de Salm et d’Anholt – unter seiner Leitung zu etablieren.
Siehe auch: Postgeschichte des Herzogtums Berg, Napoleonische Post in Norddeutschland

## Außen- und Heiratspolitik

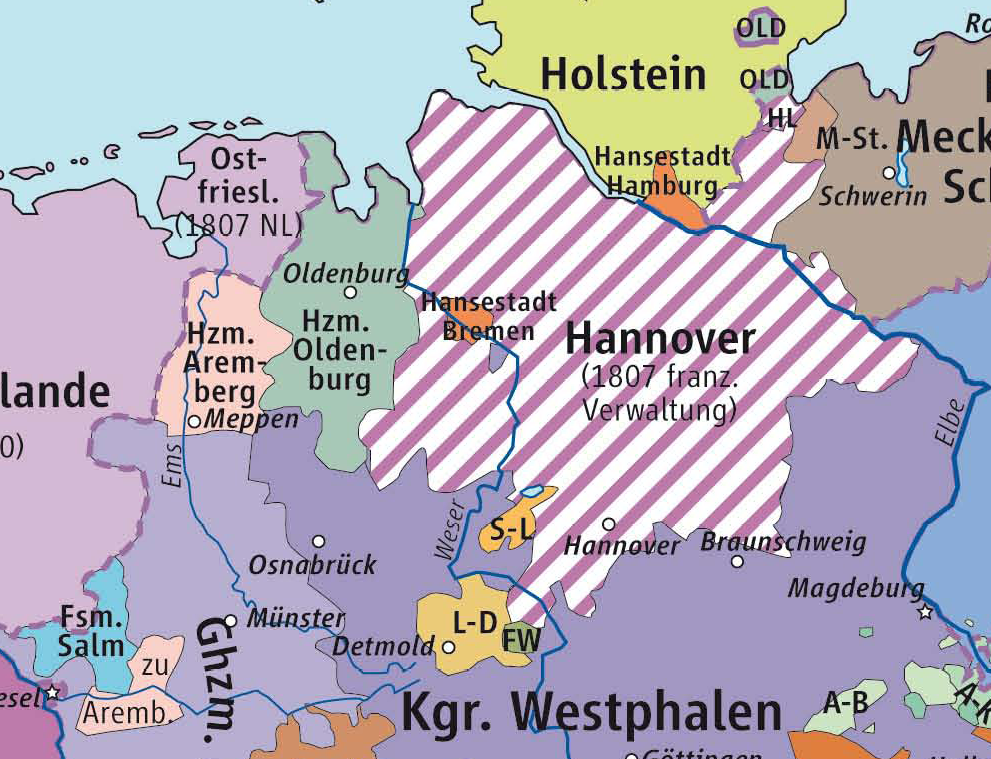
Lage des Fürstentums Salm (hellblau), südöstlich angrenzend der Südteil des Herzogtums Arenberg-Meppen (rosa), beide umgeben vom Großherzogtum Berg (blaugrau-violett)

Aufgrund seiner geopolitischen Lage war das Fürstentum Salm von Staaten umgeben, die von Frankreich entweder beherrscht oder zumindest stark beeinflusst wurden. Das Großherzogtum Berg stand seit dem Abgang Großherzog Joachims, der 1808 zum König von Neapel erhoben worden war, unter napoleonischer Regierung. Das Königreich Holland, das 1806 unter dem Königtum von Louis Bonaparte als Nachfolgestaat der Batavischen Republik errichtet worden war, strebte seit 1808 danach, die Gebiete des Großherzogtums Berg anzugliedern.
Nachdem Napoléon seinen Neffen, den noch minderjährigen holländischen Kronprinzen Napoléon Louis Bonaparte, 1809 den Titel des Großherzogs von Berg verliehen hatte, stand für das Fürstentum Salm zu befürchten, gleichsam als Enklave der künftig in Personalunion regierten Territorien von Holland und Berg zu gelten und dann einem dortigen Annexionsbestreben zum Opfer zu fallen.
Die Befürchtung einer Annexion war auch mit Blick nach Düsseldorf nicht unbegründet. Dort unternahm Jacques Claude Beugnot, Kaiserlicher Kommissar im Großherzogtum Berg, mehrfach Anstrengungen, das bergische Territorium zulasten seiner Nachbarländer zu vergrößern. Im September 1809 konzipierte er die Pläne einer Annexion Salms, Arenberg-Meppens und weiterer Gebiete schriftlich. Am 17. Dezember 1809 legte er sie Napoléon vor.

Zur Vermeidung einer Annexion und zur Wahrung ihrer Interessen suchten die Fürstenhäuser Salm-Salm und Salm-Kyrburg die Nähe zu Frankreich und seinem Kaiserhaus. Durch Anknüpfung familiärer, dienstlicher und freundschaftlicher Beziehungen zu Personen, die Napoléon und der kaiserlichen Familie möglichst nahestanden, trachteten sie nach Einfluss, Prestige, Informationsvorteilen und verbesserten Aussichten auf Rücksichtnahme. Damit folgten sie der Politik des benachbarten Herzogtums Arenberg-Meppen. Dort hatte Herzog Ludwig Engelbert 1803 die Herrschaft an seinen Sohn Prosper Ludwig übergeben, um anschließend in die französische Politik zu gehen. 1806 wurde er so Mitglied des Sénat Conservateur. Im Jahre 1808 hatte Prosper-Ludwig von Arenberg mit der kaiserlich-französischen Prinzessin Stéphanie de Tascher de La Pagerie eine Cousine der Kaiserin Josephine geheiratet. Eine ähnliche Strategie verfolgte Erbprinz Florentin zu Salm-Salm. Als Oberst und Adjutant des Königs Jérôme von Westphalen heiratete er am 21. Juli 1810 auf Schloss Napoléonshöhe zu Kassel Flaminia de Rossi. Seine Braut stammte nicht nur aus korsisch-genovesischem Adel, sondern war über die mütterliche Linie eine Nichte des aus Ajaccio gebürtigen Félix Baciocchi, welcher 1797 Schwager Napoleons sowie an der Seite seiner Gemahlin, der kaiserlich-französischen Prinzessin Elisa, 1805 Fürst von Piombino und Lucca und 1809 Général de division der Toskana geworden war. Wie Fürst Konstantin am 29. September 1810 dem bayerischen König Maximilian I. Joseph schrieb, geschah diese Heirat „mit Genehmigung Ihrer Kaiserlich-Königlichen Majestäten von Frankreich und Italien, wie auch Ihrer Königlichen Majestäten von Westphalen und seiner Kaiserlichen Hoheit des regierenden Herrn Fürsten von Lucca und Piombino“.
Auch für den jungen Fürsten Friedrich IV. zu Salm-Kyrburg, der am 14. Dezember 1810 das 21. Lebensjahr erreichen sollte, galt es, eine angemessene Partie zu finden, die den außenpolitischen Interessen des Fürstentums Salm gerecht wurde. In dieser Sache war Fürstin Amalie Zephyrine in Paris auf der Suche nach einer passenden Dame. Aufgrund traditioneller Verbundenheit mit Frankreich und dank bester Kontakte zur kaiserlichen Familie – seine Tante Amalie Zephyrine hatte 1794 während der Haft ihrer Freundin Joséphine deren Kinder Eugène und Hortense betreut – konnte sich Friedrich IV. nach einem kurzen Besuch der Militärschule von Fontainebleau bereits 1807 als persönlicher Ordonnanzoffizier Napoléons platzieren. Im Folgenden focht er für Frankreich auf der iberischen Halbinsel, in Österreich und in Italien, wo er zuletzt das 14. Chasseur-Regiment befehligte.

## Annexion durch Frankreich 1810/1811
Am 9. November 1810 erfuhren Peter Franz Noël als Vertreter Salm-Salms und Ludwig Benedict Franz Freiherr von Bilderbeck, der wegen Unabkömmlichkeit von Franz Xaver von Zwackh Salm-Kyrburg vertrat, in einer Unterredung in Fontainebleau durch den französischen Außenminister Jean-Baptiste Nompère de Champagny, dass Frankreich beabsichtige, das Fürstentum Salm mit Frankreich zu vereinigen. Die Fürsten sollten gegen eine noch auszuhandelnde materielle Entschädigung die Souveränität verlieren, in ihren Landen sollten sie nur die Domänen behalten. Durch Senatsbeschluss vom 13. Dezember 1810 beschloss Frankreich unter Verletzung der Art. 8 und 12 der Rheinbundakte, das Fürstentum zu annektieren. Daraufhin erbat sich Friedrich zu Salm-Kyrburg, der am 14. Dezember 1810 als Friedrich IV. kraft Volljährigkeit die Regierung angetreten hatte, eine Privataudienz bei Napoleon, die ihm der Kaiser am 16. Dezember 1810 gewährte. In dieser Unterredung nahm ihm der Kaiser jede Hoffnung auf Beibehaltung der Souveränität. Am 1. Januar 1811 erschien ein französischer Kapitän als kaiserlicher Gesandter und erklärte der salmischen Landesregierung in Bocholt, die noch am 24. Dezember 1810 den Regierungsantritt des jetzt volljährigen Fürsten Friedrich IV. von Salm-Kyrburg und damit das Ende der vormundschaftlichen Regentschaft der Fürstin Amalie von Hohenzollern-Sigmaringen sowie des Prinzen Moritz von Salm-Kyrburg förmlich verkündet hatte, die Besitzergreifung des Fürstentums Salm im Namen des Kaisers der Franzosen. Die Vereinigung mit dem Fürstentum Salm vollzog das Kaiserreich am 28. Februar 1811. Am Vortag verlautbarte die Regierung Salms in einer letztmaligen Erklärung, dass sie „in Gefolg des kaiserlich französischen Senatuskonsults vom 13. Dezember“ und gemäß der am 29. Dezember 1810 sowie der am 14. Januar und 23. Februar gefassten landesherrlichen Beschlüsse die Souveränitätsrechte an dem Fürstentum Salm sowie den Herrschaften Anholt und Gemen dem hierzu delegierten kaiserlich französischen Kommissar Reichsbaron von Bacher (Geschäftsträger des Kaiserreichs Frankreich beim Rheinbund) übergebe. Beamte und Einwohner des Landes würden „ihrer seitherigen Eide und Untertanspflichten gegen die Fürsten“ entbunden und zur „Treue und Anhänglichkeit gegen ihren nunmehrigen neuen Landesherrn“ aufgefordert. Nachdem die salmischen Hofräte Aloys van Langenberg und Hans von Bostel die Regierungsgeschäfte an von Bacher übergeben hatten, wurden sie von ihm sogleich mit der vorübergehenden Wahrnehmung der „K. K. provisorischen Regierung“ beauftragt. Nach vorübergehender Eingliederung in die Departements Bouches-de-l’Yssel bzw. Yssel-Supérieur (ab dem 26. Dezember 1810) erfolgte die Zuordnung zum Departement Lippe am 27. April 1811. Innerhalb dieses Departements kam der Westen des früheren Fürstentums in das Arrondissement Rees, der Norden (um Vreden und Ahaus) in das Arrondissement Steinfurt und ein kleinerer Teil im Osten (um Lembeck, Wulfen und Hervest) in das Arrondissement Münster. Als Entschädigung für den Verlust landes- und standesherrlicher Rechte gewährte Frankreich den salmischen Fürsten durch ein Dekret, das Napoleon am 31. Dezember 1811 im Palais des Tuileries erließ, eine jährliche Rente von insgesamt 128.000 Francs, davon 45.000 Francs für Salm-Kyrburg.
Die Annexion des Fürstentums war eingebettet in eine ganze Reihe solcher Aktionen. Von französischen Annexionen betroffen waren auch das Königreich Holland, Teile des bisher nur besetzten Kurfürstentums Hannover, die Hansestädte Bremen, Hamburg und Lübeck sowie im Bereich des Rheinbundes das Herzogtum Oldenburg, das Herzogtum Arenberg-Meppen, Teile des Königreichs Westphalen und Teile des Großherzogtums Berg. Ihr Hintergrund war der Versuch Frankreichs, durch vollständige Inbesitznahme und Zollkontrolle der Fluss- und Mündungsgebiete entlang der nordwesteuropäischen Kontinentalküste eine wirksame Handelssperre (Kontinentalsperre) gegen das Vereinigte Königreich von Großbritannien und Irland zu errichten. Zur Bekämpfung des „Schleichhandels“ wurde am 19. August 1809 eine französische Douanen-Linie nach Ahaus verlegt. Im September 1810 folgte zu deren Schutz und Unterstützung eine Kompanie bergischer Infanterie, einige Tage später das ganze 37. französische Linien-Regiment (37ème régiment d’infanterie de ligne), das in Ahaus, Wessum und Wüllen einquartiert wurde und erst wieder im April 1811 abzog.

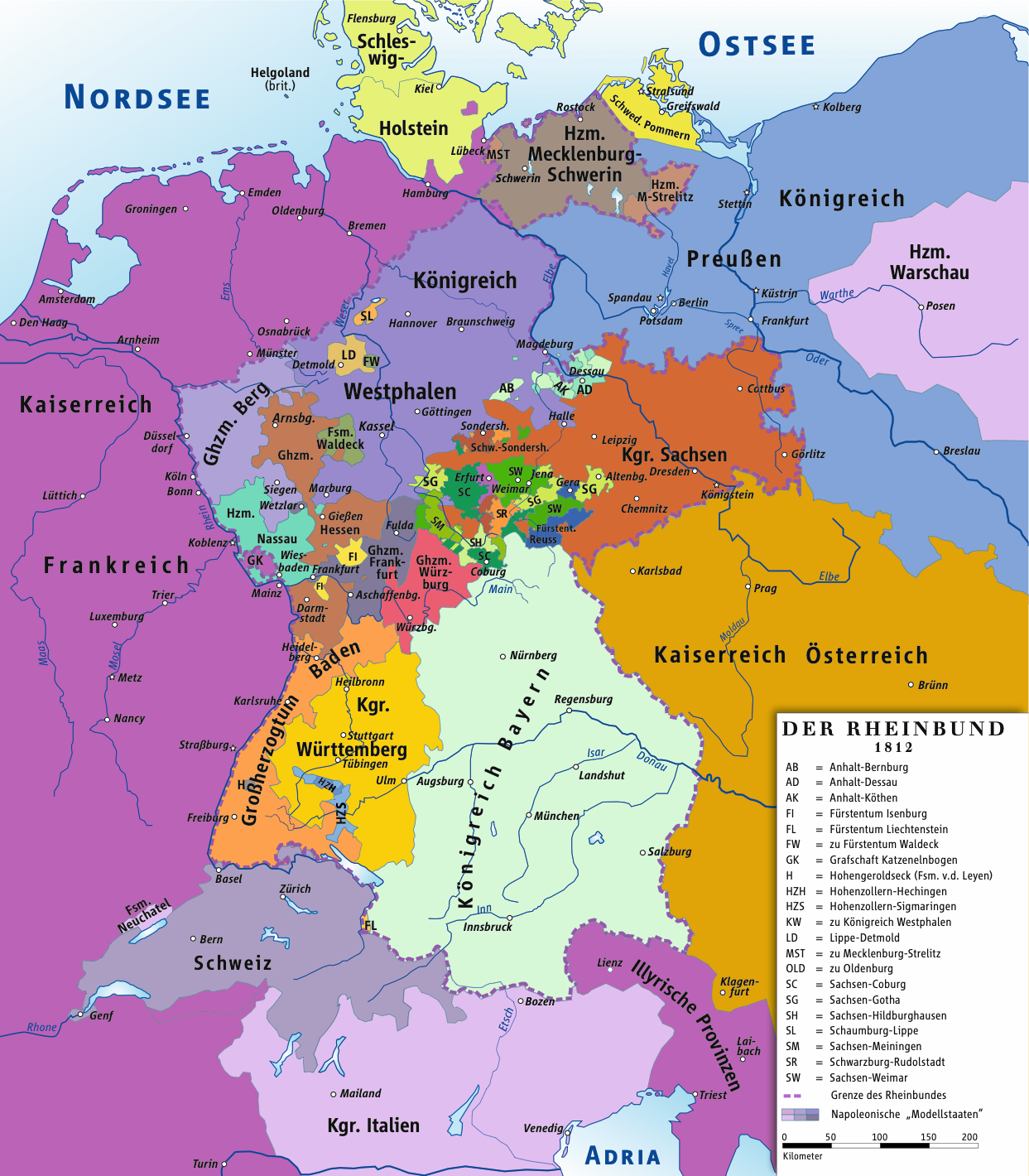
Rheinbund im Jahre 1812 nach den französischen Annexionen in Nordwestdeutschland

Eingliederung des annektierten Fürstentums in das Departement Lippe, Situation im Jahre 1812

Wahrscheinlich standen die französischen Annexionen im niederländischen und nordwestdeutschen Raum auch im Zusammenhang mit dem Gedanken, zur finanziellen Ausbeutung des Gebiets, zur weiteren Truppenaushebung, zur Vorbeugung gegen eine englische Invasion und für eine eventuelle militärische Maßnahme Frankreichs gegen Russland oder Preußen eine bessere territoriale und administrative Ausgangslage zu schaffen. Denn Russland zeigte sich durch sein Ausscheren aus der Kontinentalsperre seit Ende 1810 unwillig, mit Napoléon in der im Frieden von Tilsit vereinbarten Weise zu kooperieren. Hinzuweisen ist in diesem Zusammenhang auch auf die so genannte Walcheren-Expedition der britischen Streitkräfte, die wegen einer Malariainfektion großer Truppenteile im Sommer 1809 zwar gescheitert war, aber durchaus bedrohlich gezeigt hatte, dass die Küstenlinie ein veritables Angriffsziel des Vereinigten Königreichs darstellte.
Napoléon, der sich – besonders seit seiner Kaiserkrönung im Jahre 1804 – als historischer Nachfolger im Kaisertum Karls des Großen sah, mag in der Annexion Nordwestdeutschlands zudem eine Parallele zur Ausdehnung des Frankenreiches im Jahre 804 erkannt haben. In jenem Jahr wurden die Sachsenkriege aus karolingischer Sicht erfolgreich beendet und das Frankenreich bis an Elbe und Saale ausgedehnt.
Die Annexionen von Staaten des Rheinbundes haben die Schutzfunktion, die Napoléon als Protektor des Rheinbundes vertraglich zugesichert hatte (Art. 12), rechtlich verletzt. Außerdem verstießen die Annexionen gegen die vertragliche Bestimmung in Art. 8 der Rheinbundakte, wonach die Souveränität eines Rheinbundmitglieds nur bei dessen Einwilligung und nur zugunsten eines anderen Konföderierten veräußerbar war. Auch aus diesem Grund hätte Frankreich, das selbst kein konföderierter Staat des Rheinbundes, sondern allein dessen Schutzmacht und Alliierter war, das Fürstentum Salm oder andere Konföderierte nicht annektieren dürfen. Mit den Annexionen hat Frankreich also völkerrechtswidrig in die Souveränität mit ihm alliierter Staaten und in das von ihm als „Protektor“ eigentlich zu schützende Gefüge des Rheinbundes eingegriffen.
Gegen die Annexion ihres Fürstentums konnten die Fürsten zu Salm-Salm und Salm-Kyrburg nichts mehr ausrichten. Die guten Beziehungen der Fürstin Amalie Zephyrine zu Kaiserin Josephine waren 1810 durch deren Scheidung von Napoléon politisch wertlos geworden. Talleyrand, ein anderer Kanal salmischer Einflussnahme, war 1807 als Außenminister entlassen worden. Auch die guten Kontakte des Fürsten Konstantin zu Louis Bonaparte, dem König von Holland, waren außenpolitisch unbedeutend geworden, nachdem dieser das Vertrauen seines Bruders Napoléon durch das holländische Unterlaufen der Kontinentalsperre und durch die holländische Asylpraxis gegenüber Deserteuren verloren hatte. Weil Napoléon seinem Bruder misstraute, wurde das Königreich Holland bereits im Februar/März 1810 zunächst bis an das Südufer des Rheins Frankreich einverleibt. Bis zum Sommer 1810 dachte der Kaiser darüber nach, Holland zur Gänze zu annektieren. König Louis I. von Holland kam ihm zuvor, dankte am 1. Juli 1810 zugunsten seines noch minderjährigen Sohnes ab und emigrierte nach Österreich. Das französische Annexionsdekret erfolgte postwendend am 9. Juli 1810. Am 13. Juli 1810 dankte schließlich auch Louis II. von Holland ab, der somit nur noch Prinz von Frankreich und Großherzog von Kleve und Berg war.
Insgesamt zeigten die Annexionen, dass Napoléon nach der Entlassung Talleyrands die französische Hegemonie dazu nutzte, das komplexe napoleonische Staatensystem Europas in eine Art Kasernenhof zu verwandeln, die bisherige Hegemonie durch ein tyrannisch anmutendes System von Angst und Einschüchterung, Befehl und Gehorsam zu ersetzen, immer unmittelbarer auf die Satellitenstaaten Frankreichs zu- und durchzugreifen und nicht einmal den Anschein ihrer Souveränität, die ihnen formal zustand, zu wahren. Die Degradierung seines Bruders Louis muss wie ein Warnschuss durch Europa gehallt haben. Die folgende Degradierung der Souveräne von Arenberg, Oldenburg und Salm hat bei den anderen Rheinbundfürsten, die gegen die elementare Verletzung der Rheinbundakte hätten protestieren müssen, keinerlei solidarischen Widerstand, sondern eher Existenzängste ausgelöst. Dass Frankreich die als Alternative zum Heiligen Römischen Reich gedachte Rechtsordnung des Rheinbundes einhalten würde, hatte sich spätestens zu diesem Zeitpunkt offenkundig als Illusion erwiesen. Der Altherzog von Arenberg bemerkte später zurückblickend nur, dass die Annexion seinen Sohn Prosper Ludwig, den Herzog von Arenberg, der zur fraglichen Zeit auf französischer Seite in Spanien kämpfte und nach einer Kriegsverwundung zwischen 1811 und 1814 in englische Kriegsgefangenschaft fiel, höchst ungerecht getroffen habe. Der Regent und spätere Großherzog von Oldenburg, dem als Kompensation seinerzeit das Fürstentum Erfurt angeboten worden war, lehnte ab und emigrierte nach Russland, dessen Herrscher sein Verwandter war. Die salmischen Fürsten nahmen die Annexion ihres Landes offenbar hin. Der seiner Souveränität beraubte Fürst zu Salm-Kyrburg setzte seine Militärlaufbahn in französischen Diensten fort. Der Erbprinz zu Salm-Salm tat ein Gleiches in westphälischen Diensten. Auch sein Vater, Fürst Konstantin, fügte sich widerstandslos in sein Schicksal. Nach dem Tode Konstantins soll sich Florentin 1831 durch seine Bewerbung auf die belgische Königswürde noch bemüht haben, eine internationale Rolle zu spielen.
Eine wirtschaftliche Folge der Annexion des Fürstentums Salm war, dass traditionell wichtige Verflechtungen der westmünsterländischen Wirtschaft mit nicht-annektierten rechtsrheinischen Gebieten, insbesondere mit den Gebieten des Großherzogtums Berg, aufgrund sehr hoher französischer Importzölle, die nun an den neuen Grenzen Frankreichs zu erheben waren, zerschnitten oder belastet wurden. Immerhin ging es der salmischen Wirtschaft unter den Bedingungen der Zugehörigkeit zum Kaiserreich Frankreich und seinen vorrangig gesicherten Absatzmärkten aber noch besser als vielen Wirtschaftssektoren des benachbarten Großherzogtums, die durch die Abschneidung wichtiger Verkehrs- und Wirtschaftsbeziehungen zunehmend in eine tiefe Krise stürzten.

## Versuch der Restauration ab 1813 und der Wiener Kongress 1814/1815
Nach dem Russlandfeldzug, der Völkerschlacht bei Leipzig und dem folgenden Zusammenbruch der napoleonischen Herrschaft im November 1813 bemühten sich die Häuser Salm-Salm und Salm-Kyrburg darum, dass ihr Fürstentum (und damit auch ihre Stellung als souveräne Landesherren) wieder errichtet werde (Restauration). Hierzu ermunterte sie insbesondere ein Schreiben des Fürsten Lew Alexandrowitsch Narischkin vom 12. November 1813, des Obristen eines Kosaken-Regiments im 2. Corps der russischen Armee unter General Ferdinand von Wintzingerode in der Armee der Alliierten. In diesem Schreiben wurden neben anderen vormaligen Landesherrn auch die salmischen Fürsten aufgefordert, in den ihrer Landeshoheit unterworfenen Territorien die nötigen Verfügungen zum Unterhalt der heranrückenden Truppen zu treffen. Am 2. Januar 1814 eröffnete Freiherr vom Stein, der durch Leipziger Konvention vom 21. Oktober 1813 von den Alliierten eingesetzte Chef des Zentralverwaltungsdepartements für alle besetzten Gebiete, den Fürsten, dass die hohen alliierten Mächte den Grundsatz angenommen hätten, die durch die Rheinbundakte 1806 mediatisierten Fürsten als Teile des Landesgebiets zu betrachten. Da die Fürsten zu Salm zu dieser Gruppe aber nicht gehört hatten, sondern im Gegenteil durch die Rheinbundakte und durch Artikel 4 des Friedens von Tilsit als Souveräne völkerrechtlich bestätigt worden waren, vermochte auch dieses Schreiben der Hoffnung auf Wiederherstellung der salmischen Landesherrschaft Nahrung zu geben. In einer Audienz, die der österreichische Kaiser Franz I. am 22. Oktober 1814 den salmischen Gesandten in Frankfurt gewährte, forderten diese ihn dazu auf, die Kaiserwürde des Reiches wieder zu übernehmen. Franz I. antwortete, „er sei schon von mehreren Seiten deshalb angegangen worden, und es sei dies ein Wunsch, den er gerne erfüllen würde, wenn sich das mit dem Interesse seiner eigenen Länder vereinigen lasse.“ Auf dem am 1. November 1814 eröffneten Wiener Kongress ließen die salmischen Fürsten durch ihre Bevollmächtigten schriftlich und mündlich vortragen, dass sie unverschuldet und rechtswidrig durch einen fremden Usurpator und seine Gehilfen ihrer Rechte beraubt worden und dass sie nunmehr – wie etwa auch die Herzöge von Oldenburg und Braunschweig oder andere – in ihre vormaligen Rechte wieder eingetreten seien.
Der Friedensschluss zu Wien im Jahre 1815 ergab aber, dass die Gebiete des Fürstentums Salm dem Königreich Preußen zugeschlagen wurden (Art. 43 der Akte des Wiener Kongresses vom 9. Juni 1815). Die endgültige preußische Inbesitznahme erfolgte am 21. Juni 1815. Bevor die Kongressakte Rechtskraft erlangte, hatten das preußische Militärgouvernement und das Zivilgouvernement zwischen Weser und Rhein unter Ludwig von Vincke, denen die Gebiete des Fürstentums seit dem 3. Dezember 1813 unterstanden, im Auftrag des Zentralverwaltungsdepartements erfolgreich jeden Versuch der salmischen Fürsten unterbunden, ihre frühere Regierung wieder aufzunehmen. Bereits eine Woche nach Fürst Narischkins Aufforderung, am 19. November 1813, machte der in Münster weilende preußische General von Bülow den salmischen Fürsten bekannt, dass Preußen eine Wiederaufnahme ihrer Landesherrschaft nicht dulden werde. Am 26. November erreichte der Großteil des von Bülow kommandierten Korps die vormals salmische Stadt Borken, um von dort aus den Winterfeldzug 1813/1814 in den Niederlanden zu beginnen. Die Fürsten hatten zwischenzeitlich allerdings schon Patente veröffentlichen lassen, nach denen sie öffentlich erklärten, ihre Landeshoheit wieder aufgreifen und fortsetzen zu wollen. Für den schließlich durch die Wiener Kongressakte gebotenen Verzicht auf Gerichtsbarkeit, Polizei- und Steuerfreiheit gewährte Preußen dem Hause Salm-Salm eine jährliche Rente von 13.390 Taler, dem Hause Salm-Kyrburg 6000 Taler.

## Entwicklung bis heute

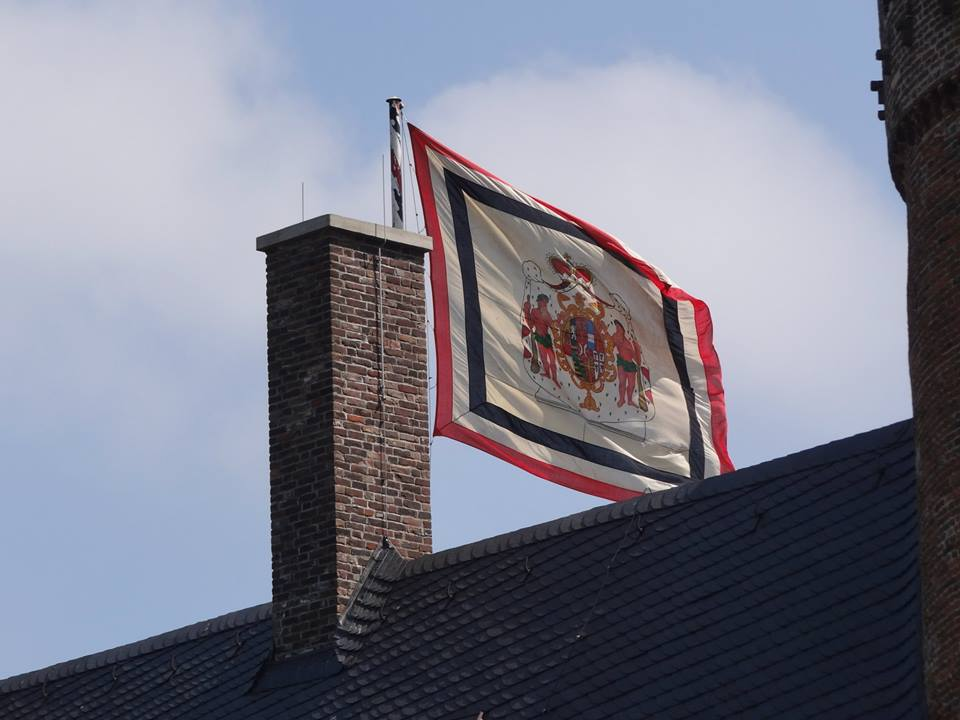
Fürstlich salm-salmsche Standarte auf Schloss Anholt

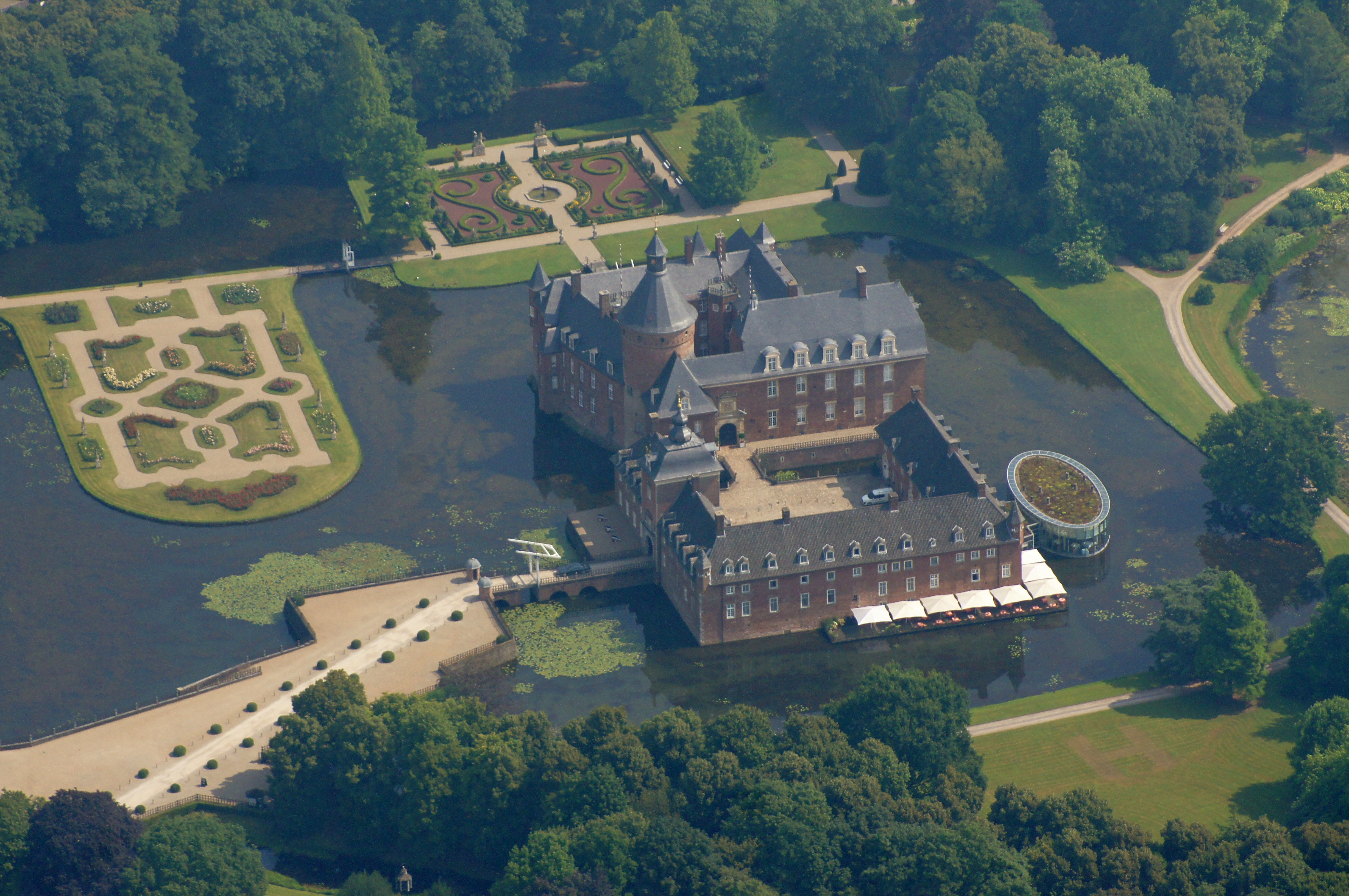
Schloss Anholt und umgebende Parkanlagen, 2014

Nach Artikel 14 der Deutschen Bundesakte sowie nach preußischem Recht blieben die Fürsten zu Salm-Salm bis 1920 Standesherren. Sie gehörten somit zu den erblichen Mitgliedern des Preußischen Herrenhauses. Friedrich IV. zu Salm-Kyrburg gab sein standesherrliches Recht mit Verkauf seiner münsterländischen Besitztümer an den Fürsten Konstantin zu Salm-Salm bereits im Jahre 1825 auf. Mit Inkrafttreten der preußischen Verfassung von 1920 verloren alle vormals regierenden Häuser in Preußen ihr standesherrliches Privileg, so auch das Fürstenhaus Salm-Salm.
Durch den Tod des Fürsten Friedrich VI. ging das Haus Salm-Kyrburg 1905 unter. Das Haus Salm-Salm besteht noch heute und blieb trotz verlorener Standes- und Landesherrschaft mit dem Gebiet des ehemaligen Fürstentums verbunden. Sein heutiges Oberhaupt ist Emanuel Prinz zu Salm-Salm.
Eine bis heute sehr bedeutende Rolle spielten die Fürsten zu Salm-Salm als Grundeigentümer in den Städten und Gemeinden des früheren Fürstentums Salm – die ehemals staatlichen Liegenschaften des Hochstifts Münster sind nach der Aufhebung des Fürstentums Salm Privatbesitz der Familie Salm geworden. Als Inhaber des Bergregals konnten sie aus dem Steinkohlenbergbau im Raum des früheren Fürstentums noch bis 1930 Einnahmen aus dem Bergzehnt erzielen, etwa aus dem Bergwerk Fürst Leopold in Hervest. Als Eigentümer des Schlosses Anholt und seiner Parks betrieben sie weitsichtig einen Ausbau, der dem Tourismus im westlichen Münsterland heute ein besonderes Profil verleiht. Ein Unikum ist dabei die Anholter Schweiz, ein Waldpark im Stil des englischen Landschaftsgartens vom Ende des 19. Jahrhunderts, der sich mit seinen Gewässern, einem Chalet und Felsnachbildungen thematisch auf den Vierwaldstättersee bezieht und vor Jahren gar um ein beachtliches, mittlerweile wieder aufgegebenes Bärengehege ergänzt worden war.

## Archive
- Landesarchiv Nordrhein-Westfalen (Staatsarchiv Münster), Behörden der Übergangszeit 1802–1816, Sonstige Entschädigungslande, Fürstentum Salm
  - Kanzlei (1662–1821)[74]
  - Edikte (1803–1810)[75]
- Fürstlich Salm-Salmsches und Fürstlich Salm-Horstmarsches gemeinschaftliches Archiv in der Wasserburg Anholt, Isselburg (Kreis Borken).